# Australia
Australia, oficialmente, la Mancomunidad de Australia (en inglés: Commonwealth of Australia, AFI: /ˈkɒmənˌwelθ əv ɒˈstreɪljə/), es un país soberano que abarca la Australia continental, la isla de Tasmania y numerosas islas menores. Con una superficie de 7 741 220 km², Australia es el país más grande de Oceanía y el sexto más grande del mundo. Asimismo, es el continente habitado más plano y más seco, con los suelos menos fértiles. Es un país megadiverso, y su tamaño le confiere una gran variedad de paisajes y climas, con desiertos en el centro, selvas tropicales en el noreste y cordilleras en el sureste.
Los antepasados de los aborígenes australianos empezaron a llegar desde el sudeste asiático hace aproximadamente 65 000 años, durante la última glaciación. Llegaron por mar, se asentaron en el continente y formaron unos doscientos cincuenta grupos lingüísticos distintos en la época de la colonización europea, manteniendo algunas de las tradiciones artísticas y religiosas más antiguas del mundo. La historia escrita de Australia comenzó con la exploración holandesa de la mayor parte de la costa en el siglo XVII. La colonización británica comenzó en 1788 con el establecimiento de la colonia penal de Nueva Gales del Sur. A mediados del siglo XIX, la mayor parte del continente había sido explorado por colonos europeos y se establecieron otras cinco colonias británicas autónomas, cada una de las cuales obtuvo un gobierno responsable en 1890. Las colonias se federaron en 1901 y formaron la Mancomunidad de Australia. Esto continuó un proceso de creciente autonomía del Reino Unido a lo largo del siglo XX que culminó en el Acta de Australia de 1986.
Desde el punto de vista político, Australia es una monarquía constitucional parlamentaria federal, compuesta por seis estados y diez territorios. La población australiana, de casi veintiséis millones de habitantes, está muy urbanizada y se concentra en la costa oriental.La capital del país es Camberra, mientras que su ciudad más poblada es Sídney. Las siguientes cuatro ciudades más grandes son Melbourne, Brisbane, Perth y Adelaida. La demografía australiana ha sido moldeada por siglos de inmigración: en el año 2020, los inmigrantes representaban el 30 % de la población del país.
Australia es un país desarrollado con una economía de altos ingresos. En 2022, según el Fondo Monetario Internacional, era la decimotercera economía del mundo con la decimotercera renta per cápita más alta. En 2021, ocupó el quinto lugar en el índice de desarrollo humano. Australia es una potencia regional y tiene el décimo mayor gasto militar del mundo. Asimismo se encuentra entre los primeros puestos del mundo en cuanto a calidad de vida, democracia, sanidad, educación, libertades civiles, seguridad y derechos civiles y políticos. Es miembro de agrupaciones internacionales como las Naciones Unidas, el G20, la OCDE, la OMC, ANZUS, AUKUS, Cinco Ojos, el Quad, APEC, el Foro de las Islas del Pacífico, la Comunidad del Pacífico y la Mancomunidad de Naciones.

## Etimología
El nombre Australia (pronunciado  /ɒs'treɪljə/ en inglés australiano) deriva del latín Terra Australis («Tierra del Sur»), nombre utilizado desde la antigüedad para designar un hipotético continente del hemisferio sur desde tiempos antiguos. Varios cartógrafos del siglo XVI utilizaron la palabra Australia en los mapas, pero no para identificar la Australia moderna.
Cuando los holandeses empezaron a visitar y cartografiar Australia en el siglo XVII, llamaron al continente Nueva Holanda. El nombre de Australia fue popularizado por el explorador Matthew Flinders, que circunnavegó el continente en 1803. Sin embargo, cuando se publicó el relato de su viaje en 1814, aún se utilizaba el nombre «Terra Australis».
El gobernador de Nueva Gales del Sur, Lachlan Macquarie, recomendó oficialmente el nombre Australia para sustituir a Nueva Holanda en diciembre de 1817. El Almirantazgo británico adoptó el nombre en 1824, y el Parlamento británico lo utilizó en la legislación en 1828. La Oficina Hidrográfica utilizó el nuevo nombre en su publicación The Australia Directory de 1830. El nombre «Mancomunidad de Australia» para la nueva federación de las seis antiguas colonias se formalizó en la Commonwealth of Australia Constitution Act 1900 (UK), el acta que formalizó la federación.
Entre los nombres coloquiales de Australia figuran «Oz», «Straya» y «Down Under».

## Historia

### Poblaciones indígenas

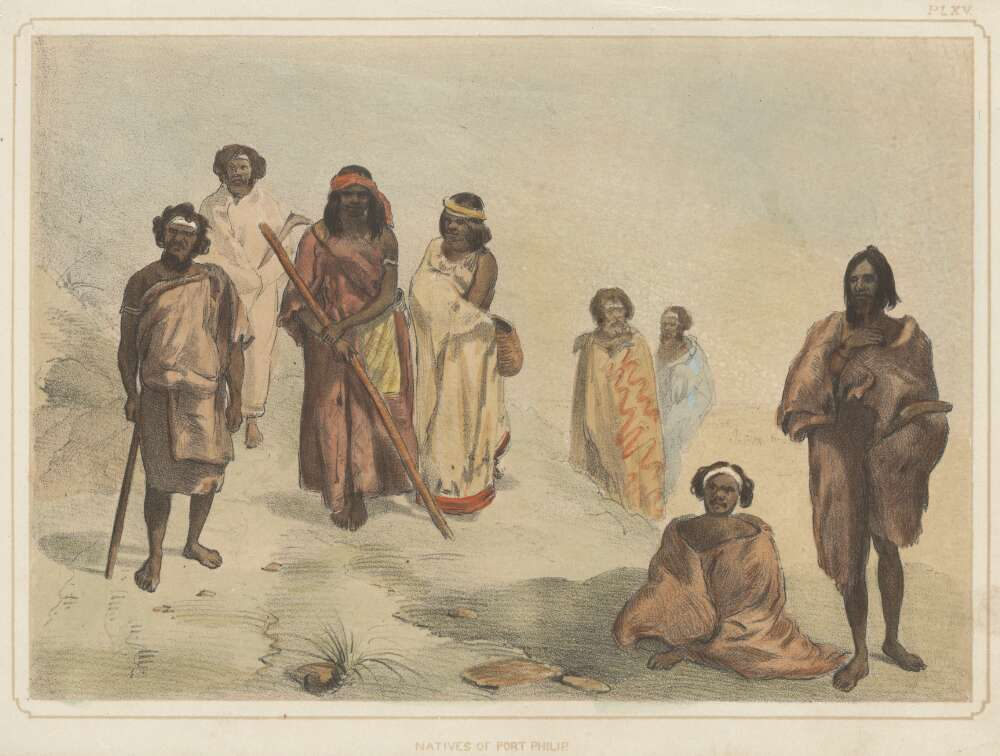
Aborígenes australianos en Port Philip, Victoria.

Los indígenas australianos forman dos grupos: los aborígenes del continente australiano (y las islas circundantes, incluida Tasmania) y los isleños del estrecho de Torres, que son un pueblo melanesio distinto. Se calcula que la ocupación humana del continente australiano comenzó hace entre 50 000 y 65 000 años, con la migración de personas a través de puentes terrestres y breves travesías marítimas desde lo que hoy es el sudeste asiático. No se sabe con certeza cuántas oleadas de inmigración pueden haber contribuido a estos antepasados de los aborígenes australianos modernos. El abrigo rocoso de Madjedbebe, en la Tierra de Arnhem, está reconocido como el yacimiento más antiguo que demuestra la presencia de seres humanos en Australia. Los restos humanos más antiguos encontrados son los del lago Mungo, datados hace unos 41 000 años.
La cultura aborigen australiana es una de las más antiguas de la Tierra. En la época del primer contacto europeo, los aborígenes australianos eran cazadores-recolectores con economías y sociedades diversas y unos 250 grupos lingüísticos diferentes. Hallazgos arqueológicos recientes sugieren que podrían haber mantenido una población de 750 000 habitantes. Los aborígenes australianos tienen una cultura oral con valores espirituales basados en la reverencia a la tierra y la creencia en el Tiempo del Sueño.
Los isleños del estrecho de Torres se asentaron por primera vez en sus islas hace unos 4000 años. Cultural y lingüísticamente distintos de los aborígenes del continente, eran marinos y obtenían su sustento de la horticultura estacional y de los recursos de sus arrecifes y mares.

### Exploración, colonización, y expansión europea

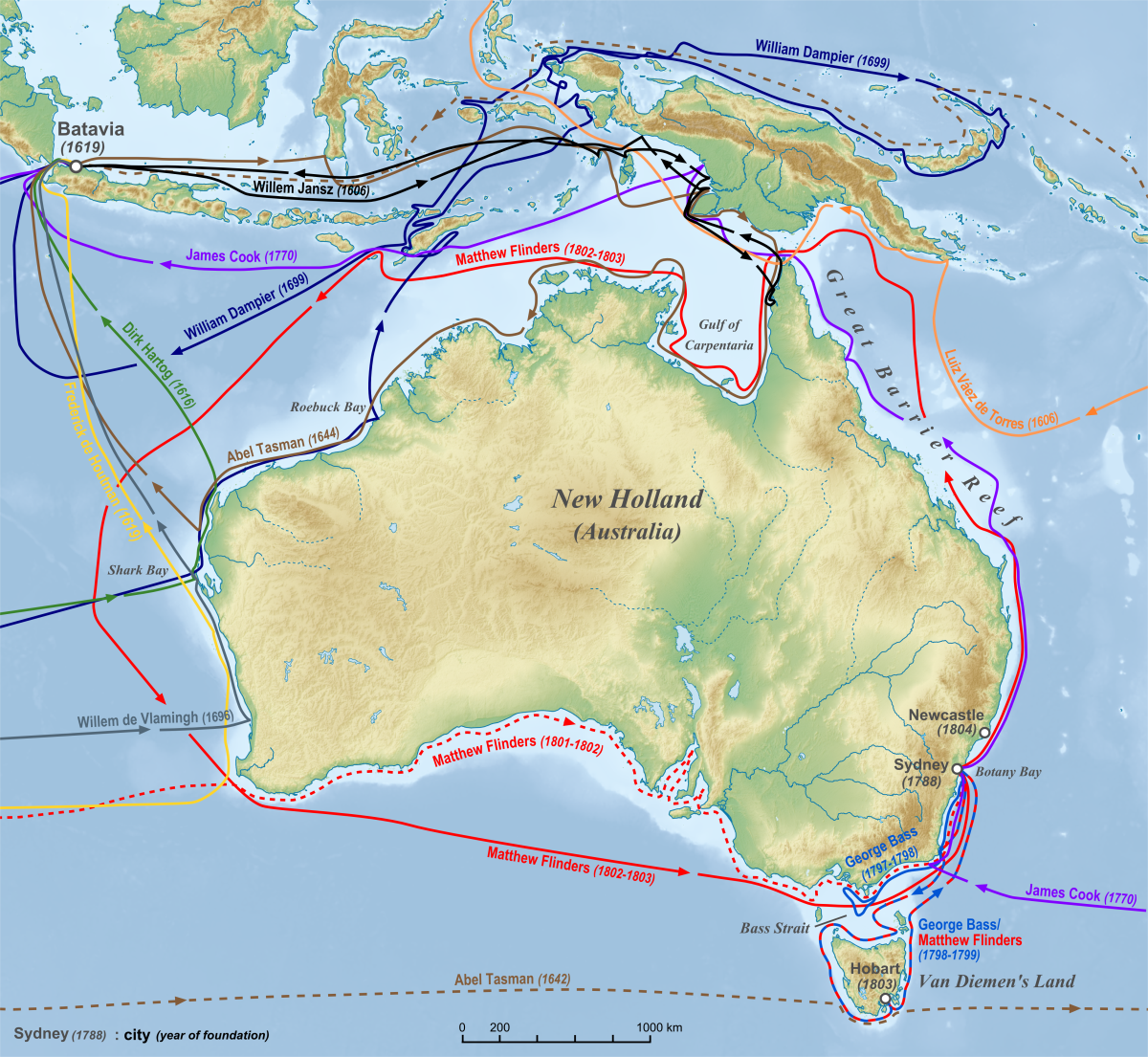
Exploraciones europeas anteriores a 1813.
1606 Willem Janszoon
1606 Luis Váez de Torres
1616 Dirk Hartog
1619 Frederick de Houtman
1644 Abel Tasman
1696 Willem de Vlamingh
1699 William Dampier
1770 James Cook
1797–1799 George Bass
1801–1803 Matthew Flinders

Las costas y aguas septentrionales de Australia eran visitadas esporádicamente para comerciar por pescadores macasar de lo que hoy es Indonesia. El primer avistamiento europeo del continente australiano y la primera recalada europea en él se atribuyen a los holandeses. El primer barco con tripulación que trazó la costa australiana y se encontró con aborígenes fue el Duyfken, capitaneado por el navegante holandés Willem Janszoon. Avistó la costa de la península del cabo York a principios de 1606 y tocó tierra el 26 de febrero de 1606 en el río Pennefather, cerca de la actual ciudad de Weipa, en el cabo York. Ese mismo año, el explorador español Luis Váez de Torres navegó por las islas del estrecho de Torres. Los holandeses, al mando de Abel Tasman, cartografiaron toda la costa occidental y septentrional y bautizaron el continente insular como «Nueva Holanda» durante el siglo XVII y, aunque no hubo ningún intento de asentamiento, varios naufragios dejaron a los hombres varados o, como en el caso del Batavia en 1629, abandonados por motín y asesinato, convirtiéndose así en los primeros europeos en habitar permanentemente el continente. En 1770, el capitán James Cook recorrió y cartografió la costa oriental, que bautizó como «Nueva Gales del Sur» y la reclamó para Gran Bretaña.

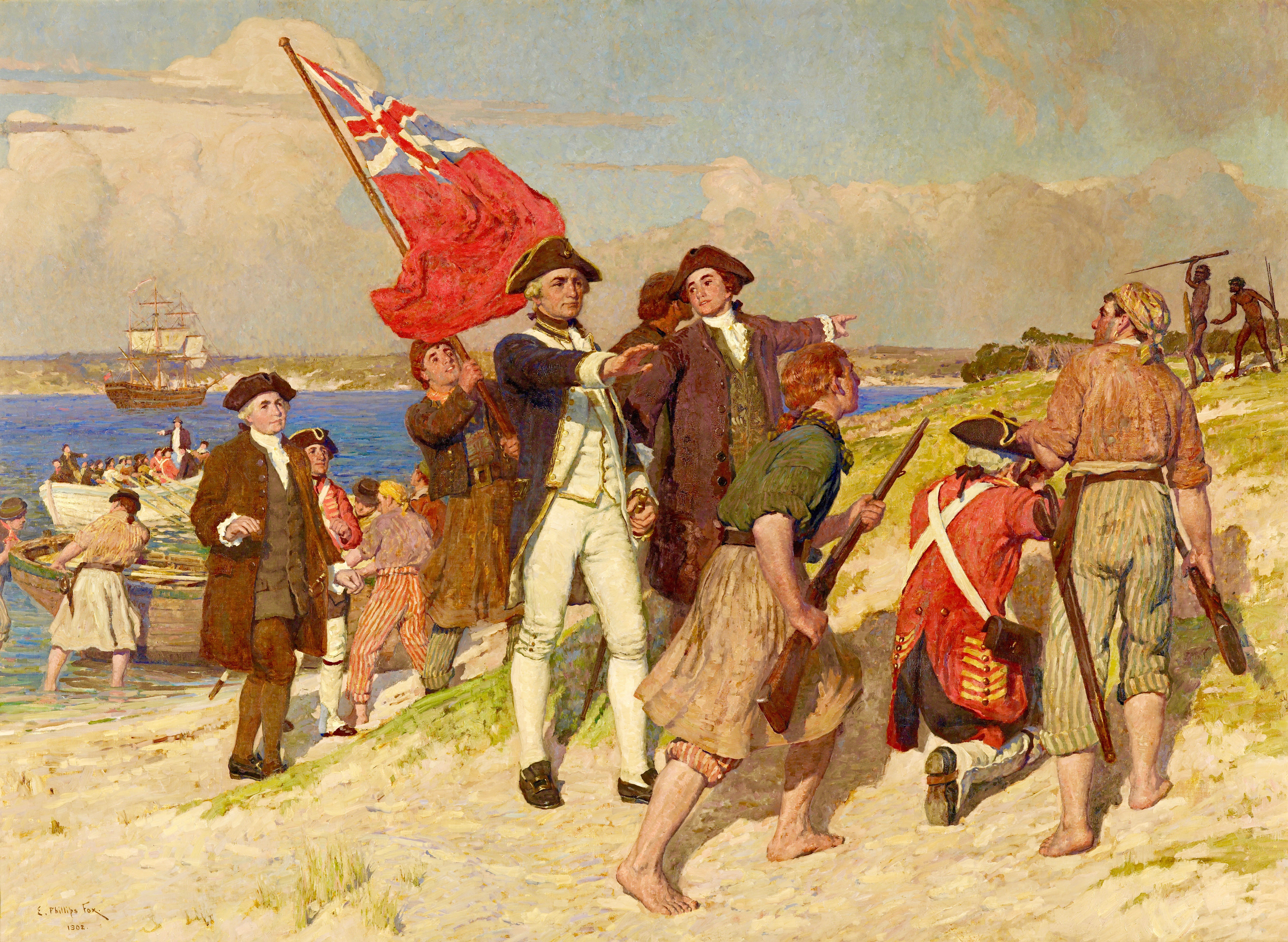
Desembarco de James Cook en la bahía de Botany el 29 de abril de 1770 para reclamar la costa oriental de Australia para Gran Bretaña.

Tras la pérdida de sus colonias americanas en 1783, el Gobierno británico envió una flota de barcos, la Primera Flota, al mando del capitán Arthur Phillip, para establecer una nueva colonia penal en Nueva Gales del Sur. Se levantó un campamento y se izó la bandera del Reino Unido en la cala de Sídney, bahía de Sídney, el 26 de enero de 1788, fecha que más tarde se convertiría en el día nacional de Australia. La mayoría de los primeros convictos fueron transportados por delitos menores y asignados como peones o sirvientes de «colonos libres» (inmigrantes no convictos). Aunque la mayoría de los convictos se integraron en la sociedad colonial una vez emancipados, también se produjeron rebeliones y levantamientos de convictos, pero invariablemente reprimidos bajo la ley marcial. La Rebelión del Ron de 1808, la única toma armada del gobierno con éxito en Australia, instigó un periodo de dos años de gobierno militar. En la década siguiente, las reformas sociales y económicas iniciadas por el gobernador Lachlan Macquarie hicieron que Nueva Gales del Sur pasara de ser una colonia penal a una sociedad civil.
La población indígena disminuyó drásticamente durante los 150 años posteriores al asentamiento, a causa de enfermedades infecciosas, principalmente viruela. Otros miles murieron por el gobierno colonial de Australia el cual llevó a cabo una serie de matanzas y políticas violentas dirigidas contra los aborígenes, los pueblos indígenas originales del continente. Estas acciones estaban motivadas por una combinación de ideologías racistas, expansionismo territorial y la búsqueda de recursos naturales. Desde la llegada de los primeros colonos europeos en 1788, los aborígenes fueron objeto de discriminación sistemática, desposesión de tierras y violencia física. Aunque el Estado australiano ha avanzado en reconocer y abordar estas injusticias históricas, las secuelas de estas matanzas continúan siendo una parte dolorosa y controvertida de la historia del país.

Mapa animado que muestra la creación de las diferentes colonias australianas. Además, Nueva Zelanda (no mostrada) perteneció a Nueva Gales del Sur desde 1788 hasta 1840.

A principios del siglo XIX, los británicos siguieron avanzando hacia otras zonas del continente, inicialmente a lo largo de la costa. En 1803 se estableció un asentamiento en la Tierra de Van Diemen (actual Tasmania), y en 1813, Gregory Blaxland, William Lawson y William Wentworth cruzaron las Montañas Azules al oeste de Sídney, abriendo el interior a la colonización europea. La pretensión británica se extendió a todo el continente australiano en 1827, cuando el comandante Edmund Lockyer estableció un asentamiento en King George Sound (actual Albany). En 1829 se estableció la colonia del Río Swan (actual Perth), que evolucionó hasta convertirse en la mayor colonia australiana por superficie, Australia Occidental. En función del crecimiento demográfico, se crearon colonias separadas de Nueva Gales del Sur: Tasmania en 1825, Australia Meridional en 1836, Nueva Zelanda en 1841, Victoria en 1851 y Queensland en 1859. Australia Meridional se fundó como «provincia libre»; nunca fue una colonia penal. Australia Occidental también se fundó «libre», pero más tarde aceptó convictos transportados, el último de los cuales llegó en 1868, décadas después de que cesara el transporte a las otras colonias.
En 1823 se estableció un Consejo Legislativo nombrado por el gobernador de Nueva Gales del Sur, junto con un nuevo Tribunal Supremo, limitando así los poderes de los gobernadores coloniales. Entre 1855 y 1890, las seis colonias obtuvieron individualmente un gobierno responsable, convirtiéndose así en democracias electivas que gestionaban la mayoría de sus propios asuntos sin dejar de formar parte del Imperio británico. La oficina colonial de Londres conservó el control de algunos asuntos, sobre todo los de asuntos exteriores y defensa.
A mediados del siglo XIX, exploradores como Burke y Wills se adentraron en el interior para determinar su potencial agrícola y responder a cuestiones científicas. La fiebre del oro que comenzó a principios de la década de 1850 provocó una afluencia de nuevos emigrantes procedentes de China, Norteamérica y Europa continental, así como brotes de bushranging y disturbios civiles; estos últimos alcanzaron su punto álgido en 1854, cuando los mineros de Ballarat lanzaron la Rebelión de Eureka contra las tasas de las licencias del oro.
A partir de 1886, los gobiernos coloniales australianos empezaron a separar a muchos niños aborígenes de sus familias y comunidades, justificándolo con razones de protección infantil y políticas de asimilación forzosa.

### De la federación a las Guerras Mundiales

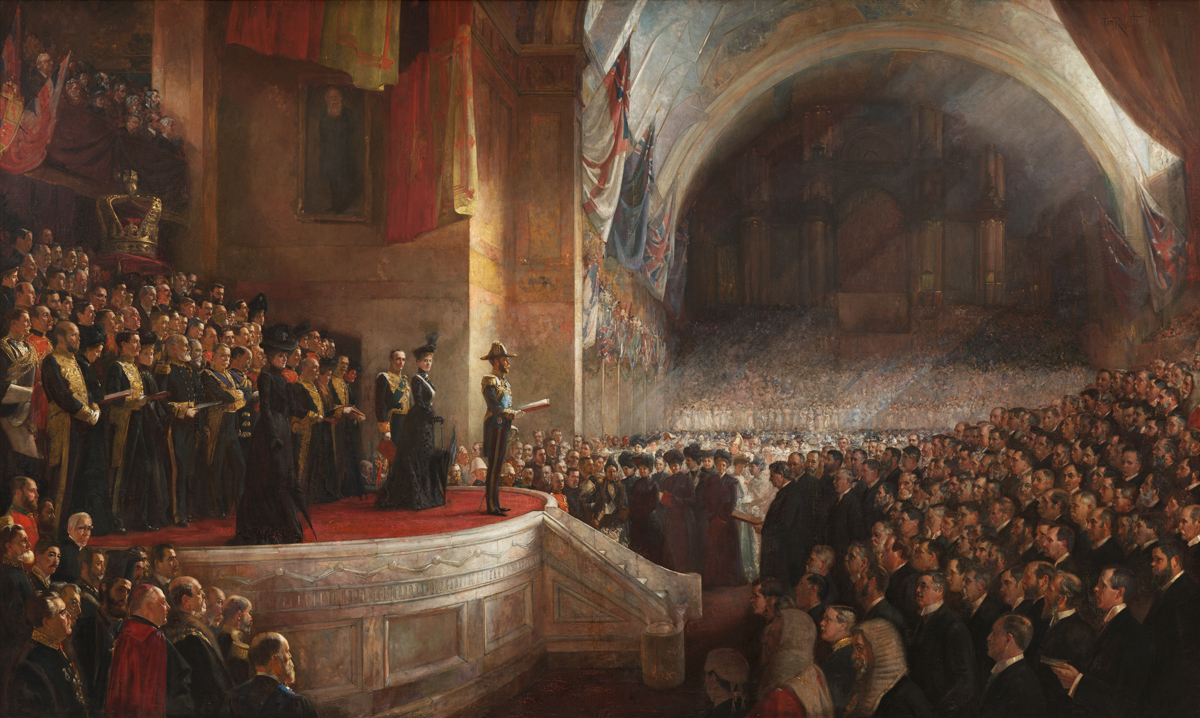
The Big Picture, un cuadro de Tom Roberts, representa la apertura del primer Parlamento australiano en 1901.

El 1 de enero de 1901 se logró la federación de las colonias tras una década de planificación, convenciones constitucionales y referendos, que dieron como resultado el establecimiento de la Mancomunidad de Australia como nación y la entrada en vigor de la Constitución australiana.
Tras la Conferencia Imperial de 1907, Australia y otras colonias británicas autónomas recibieron el estatus de dominios autónomos dentro del Imperio británico. Australia fue uno de los miembros fundadores de la Sociedad de las Naciones en 1920, y posteriormente de las Naciones Unidas en 1945. El Estatuto de Westminster de 1931 puso fin formalmente a la mayoría de los vínculos constitucionales entre Australia y el Reino Unido. Australia lo adoptó en 1942, pero se retrotrajo a 1939 para confirmar la validez de la legislación aprobada por el Parlamento australiano durante la Segunda Guerra Mundial.
El Territorio de la Capital Federal (posteriormente rebautizado como Territorio de la Capital Australiana) se formó en 1911 como emplazamiento de la futura capital federal de Camberra. Melbourne fue la sede temporal del gobierno de 1901 a 1927, mientras se construía Camberra. El Territorio del Norte pasó del control del gobierno de Australia Meridional al parlamento federal en 1911. Australia se convirtió en el gobernante colonial del Territorio de Papúa (que inicialmente había sido anexionado por Queensland en 1883) en 1902 y del Territorio de Nueva Guinea (anteriormente Nueva Guinea Alemana) en 1920. Ambos se unificaron como Territorio de Papúa y Nueva Guinea en 1949 y se independizaron de Australia en 1975.
En 1914, Australia se unió a los Aliados en la Primera Guerra Mundial y participó en muchas de las principales batallas libradas en el frente occidental. De los aproximadamente 416 000 que sirvieron, unos 60 000 murieron y otros 152 000 resultaron heridos. Muchos australianos consideran la derrota del cuerpo de ejército australiano y neozelandés (ANZAC) en Galípoli en 1915 como el «bautismo de fuego» de la nación (su primera gran acción militar) y el aniversario del desembarco en Anzac Cove se conmemora cada año el día ANZAC.

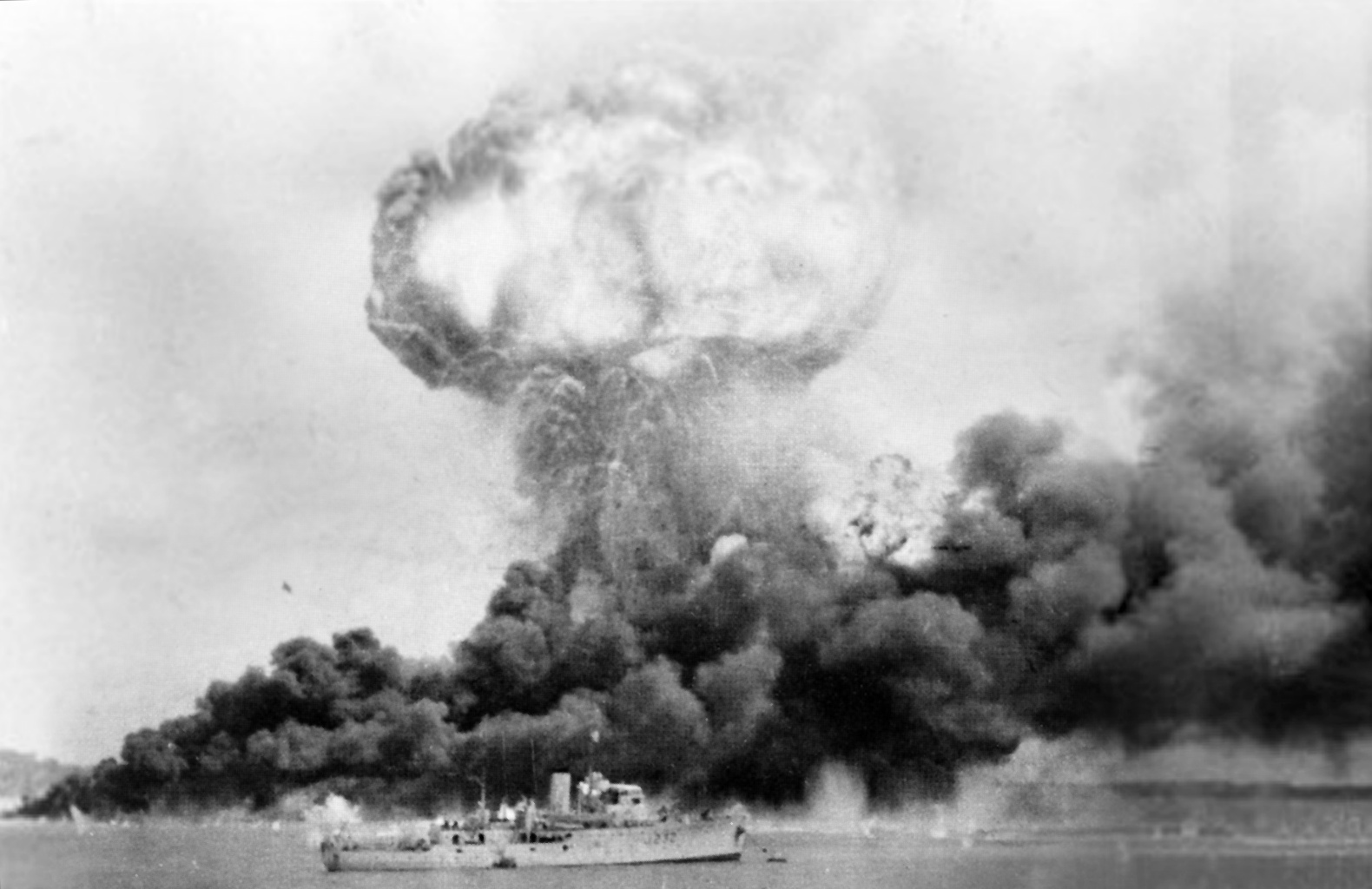
Bombardeo de Darwin en 1942, el primero de los más de 100 ataques aéreos japoneses contra Australia durante la Segunda Guerra Mundial.

De 1939 a 1945, Australia se unió a los Aliados en la Segunda Guerra Mundial. Las fuerzas armadas australianas lucharon en los teatros del Pacífico, Europa y el Mediterráneo y Oriente Próximo. La conmoción por la derrota británica en Asia en 1942, seguida poco después por el bombardeo de Darwin y otros ataques japoneses en suelo australiano, hizo que en Australia se extendiera la creencia de que una invasión japonesa era inminente y que, finalmente, Estados Unidos pasara a ser el principal aliado y socio de seguridad de Australia. Desde 1951, Australia es un aliado militar formal de Estados Unidos, en virtud del tratado ANZUS.

### Posguerra y época contemporánea

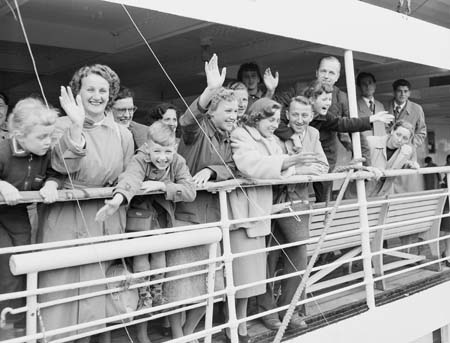
Inmigrantes neerlandeses de posguerra arribando a Australia, 1954.

En las décadas posteriores a la Segunda Guerra Mundial, Australia disfrutó de un aumento significativo del nivel de vida, tiempo libre y desarrollo suburbano. Utilizando el lema «poblar o perecer», la nación fomentó una gran oleada de inmigración procedente de toda Europa, inmigrantes a los que se denominó «nuevos australianos».
Miembro del bloque occidental durante la Guerra Fría, Australia participó en la guerra de Corea y la Emergencia malaya durante la década de 1950 y en la guerra de Vietnam de 1962 a 1972. Durante esta época, las tensiones por la influencia comunista en la sociedad llevaron al gobierno de Menzies a intentar sin éxito prohibir el Partido Comunista de Australia y a una amarga escisión del Partido Laborista en 1955.
Como resultado de un referéndum celebrado en 1967, el gobierno federal recibió el mandato de aplicar políticas en beneficio de los aborígenes, y todos los australianos indígenas fueron incluidos en el censo. La propiedad tradicional de la tierra («native title») se reconoció jurídicamente por primera vez cuando el Tribunal Supremo de Australia declaró en el caso Mabo contra Queensland (n.º 2) que la doctrina jurídica de terra nullius («tierra que no pertenece a nadie») no se aplicaba a Australia en la época de la colonización europea. La histórica sentencia desató, a comienzos de la década de los 90, un nuevo movimiento de revisionismo histórico denominado History wars, que reivindicaba el historial de abusos en contra de los indígenas australianos durante el proceso de colonización.
Tras la abolición definitiva de la política de la Australia blanca en 1973, la demografía y la cultura de Australia se transformaron como consecuencia de una gran y continua oleada de inmigración no europea, procedente en su mayoría de Asia. A finales del siglo XX, la política exterior se centró cada vez más en los vínculos con otros países de la cuenca del Pacífico. Aunque el Acta de Australia de 1986 rompió los vestigios de los lazos constitucionales entre Australia y el Reino Unido, un referéndum celebrado en 1999 dio como resultado que el 55 % de los votantes rechazara la propuesta de abolir la monarquía de Australia y convertirse en una república.
Tras los atentados del 11 de septiembre en Estados Unidos, Australia se unió a Estados Unidos en la lucha contra la guerra de Afganistán de 2001 a 2021 y en la guerra de Irak de 2003 a 2009. Las relaciones comerciales de la nación también se orientaron cada vez más hacia Asia Oriental en el siglo XXI, y China se convirtió en el mayor socio comercial de la nación por un amplio margen.
Durante la pandemia de COVID-19 que comenzó en Australia en 2020, varias de las ciudades más grandes del país permanecieron cerradas durante largos periodos de tiempo, y se restringió la libre circulación a través de las fronteras estatales en un intento de frenar la propagación del virus SARS-CoV-2. Además, el fallecimiento de la reina Isabel II ha reactivado en el país y, especialmente, en el movimiento republicano de Australia, el interés por celebrar un nuevo referéndum sobre la forma de gobierno del país.

## Gobierno y política
Australia es una monarquía constitucional parlamentaria federal. El país ha mantenido un sistema político democrático liberal estable bajo su constitución, que es una de las más antiguas del mundo, desde la federación en 1901. También es una de las federaciones más antiguas del mundo, en la que el poder está dividido entre el gobierno federal y los gobiernos estatales y territoriales. El sistema de gobierno australiano combina elementos derivados de los sistemas políticos del Reino Unido (un ejecutivo fusionado, una monarquía constitucional y una fuerte disciplina de partido) y de Estados Unidos (federalismo, una constitución escrita y un fuerte bicameralismo con una cámara alta elegida), dando como resultado un híbrido distinto.
El gobierno federal se divide en tres poderes:
- Legislativo: el Parlamento bicameral, compuesto por el monarca (representado por el gobernador general), el Senado y la Cámara de Representantes;
- Ejecutivo: el Consejo Ejecutivo Federal, que en la práctica da efecto legal a las decisiones del Gabinete, compuesto por el primer ministro y otros ministros de Estado nombrados por el gobernador general con el asesoramiento del Parlamento;
- Poder judicial: el Tribunal Supremo de Australia y otros tribunales federales, cuyos jueces son nombrados por el gobernador general con el asesoramiento del Parlamento.

Carlos III es el rey de Australia, y está representado en el país por el gobernador general a nivel federal y por los gobernadores a nivel estatal, que por convención actúan asesorados por sus ministros. Así, en la práctica, el gobernador general actúa como testaferro legal de las acciones del primer ministro y del Consejo Ejecutivo Federal. El gobernador general dispone de poderes extraordinarios de reserva que puede ejercer fuera de la petición del primer ministro en circunstancias raras y limitadas, cuyo ejercicio más notable fue la destitución del gobierno de Whitlam en la crisis constitucional de 1975.

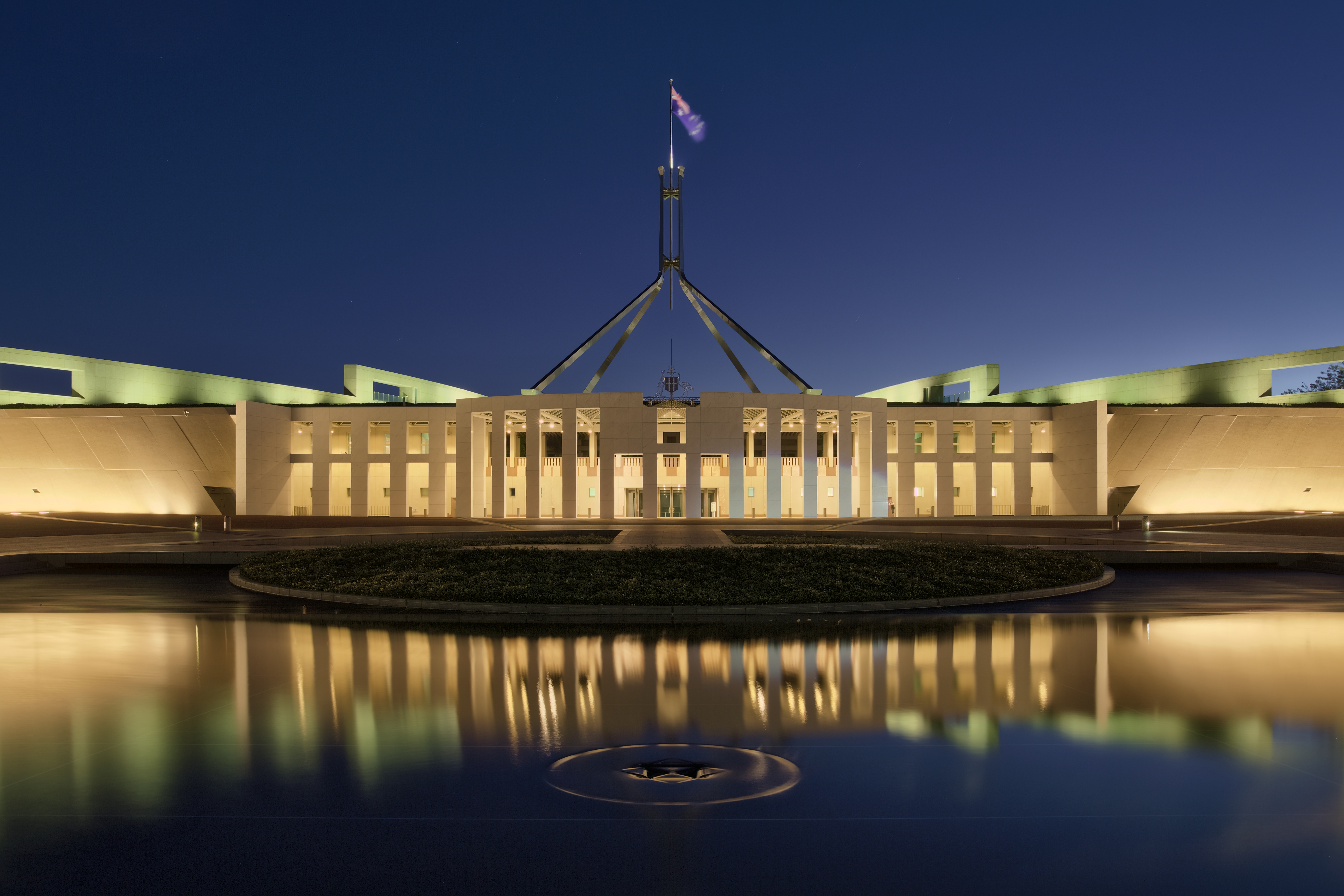
Parliament House, Canberra; lugar de reunión del Parlamento australiano.

En el Senado (la cámara alta) hay 76 senadores: doce de los estados y dos de los territorios continentales (el Territorio de la Capital Australiana y el Territorio del Norte). La Cámara de Representantes (la cámara baja) cuenta con 151 miembros elegidos en divisiones electorales uninominales, comúnmente conocidas como «electorados» o «escaños», asignados a los estados en función de la población, y cada estado original tiene garantizado un mínimo de cinco escaños. Las elecciones para ambas cámaras se celebran normalmente cada tres años de forma simultánea; los senadores tienen mandatos superpuestos de seis años, excepto los de los territorios, cuyos mandatos no son fijos, sino que están ligados al ciclo electoral de la cámara baja; así, solo 40 de los 76 puestos del Senado se someten a cada elección, a menos que el ciclo se interrumpa por una doble disolución.
El sistema electoral australiano utiliza el voto preferencial para todas las elecciones a la cámara baja, con la excepción de Tasmania y el Territorio de la Capital Australiana que, junto con el Senado y la mayoría de las cámaras altas de los estados, lo combinan con la representación proporcional en un sistema conocido como voto único transferible. El voto es obligatorio para todos los ciudadanos inscritos mayores de 18 años en todas las jurisdicciones, al igual que la inscripción. El partido con apoyo mayoritario en la Cámara de Representantes forma el gobierno y su líder es designado primer ministro. En caso de que ningún partido tenga el apoyo mayoritario, el gobernador general tiene la facultad constitucional de nombrar al primer ministro y, si es necesario, destituir a uno que haya perdido la confianza del Parlamento. Debido a la posición relativamente única de Australia, que funciona como una democracia parlamentaria de Westminster con una cámara alta elegida, a veces se ha dicho que el sistema tiene una «mutación de Washminster», o que es un sistema semiparlamentario.
Hay dos grandes grupos políticos que suelen formar gobierno, a nivel federal y en los estados: el Partido Laborista Australiano y la Coalición, que es una agrupación formal del Partido Liberal y su socio menor, el Partido Nacional. El Partido Nacional Liberal y el Partido Liberal del País son ramas estatales fusionadas en Queensland y el Territorio del Norte que funcionan como partidos separados a nivel federal. Dentro de la cultura política australiana, la Coalición se considera de centro-derecha y el Partido Laborista de centro-izquierda. Los independientes y varios partidos menores han conseguido representación en los parlamentos australianos, sobre todo en las cámaras altas, y sus porcentajes de votos han ido aumentando gradualmente tanto en las elecciones estatales como en las federales desde la década de 1980. Los Verdes Australianos se consideran a menudo la «tercera fuerza» de la política, ya que son el tercer partido más importante tanto en votos como en número de afiliados.
Las últimas elecciones federales se celebraron el 3 de mayo de 2025 y dieron como resultado la reelección del Partido Laborista Australiano, dirigido por Anthony Albanese.

### Relaciones exteriores

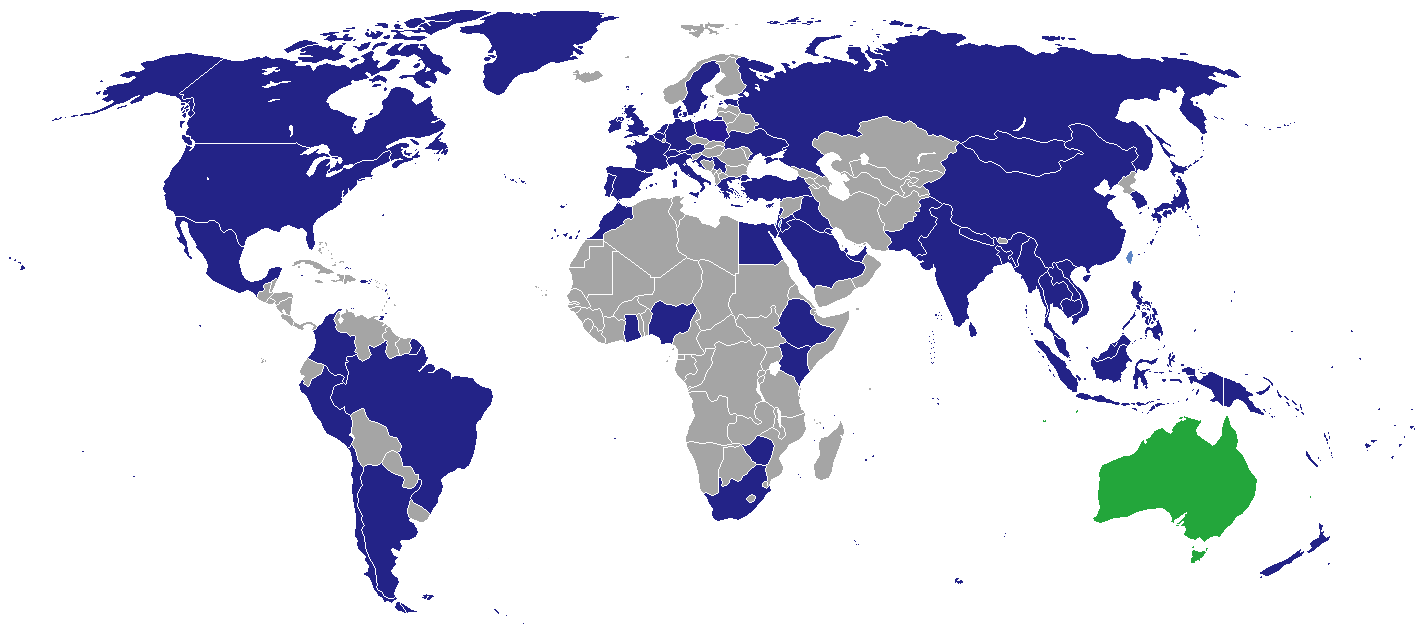
Misiones diplomáticas de Australia.

Australia es una potencia intermedia, cuyas relaciones exteriores se basan en tres pilares bipartidistas: el compromiso con la alianza estadounidense, la implicación en el Indo-Pacífico y el apoyo a las instituciones, las normas y la cooperación internacionales. A través del pacto ANZUS y de su condición de principal aliado no perteneciente a la OTAN, Australia mantiene una estrecha relación con Estados Unidos, que engloba fuertes lazos en materia de defensa, seguridad y comercio. En el Indo-Pacífico, el país trata de aumentar sus lazos comerciales a través del flujo abierto de comercio y capital, al tiempo que gestiona el ascenso del poder chino apoyando el orden basado en normas existente. A nivel regional, el país es miembro del Foro de las Islas del Pacífico, la Comunidad del Pacífico, el mecanismo ASEAN+6 y la Cumbre de Asia Oriental. En el ámbito internacional, el país es miembro de las Naciones Unidas (de la que fue miembro fundador), la Mancomunidad de Naciones, la OCDE y el G20. Esto refleja el fuerte compromiso general del país con el multilateralismo.

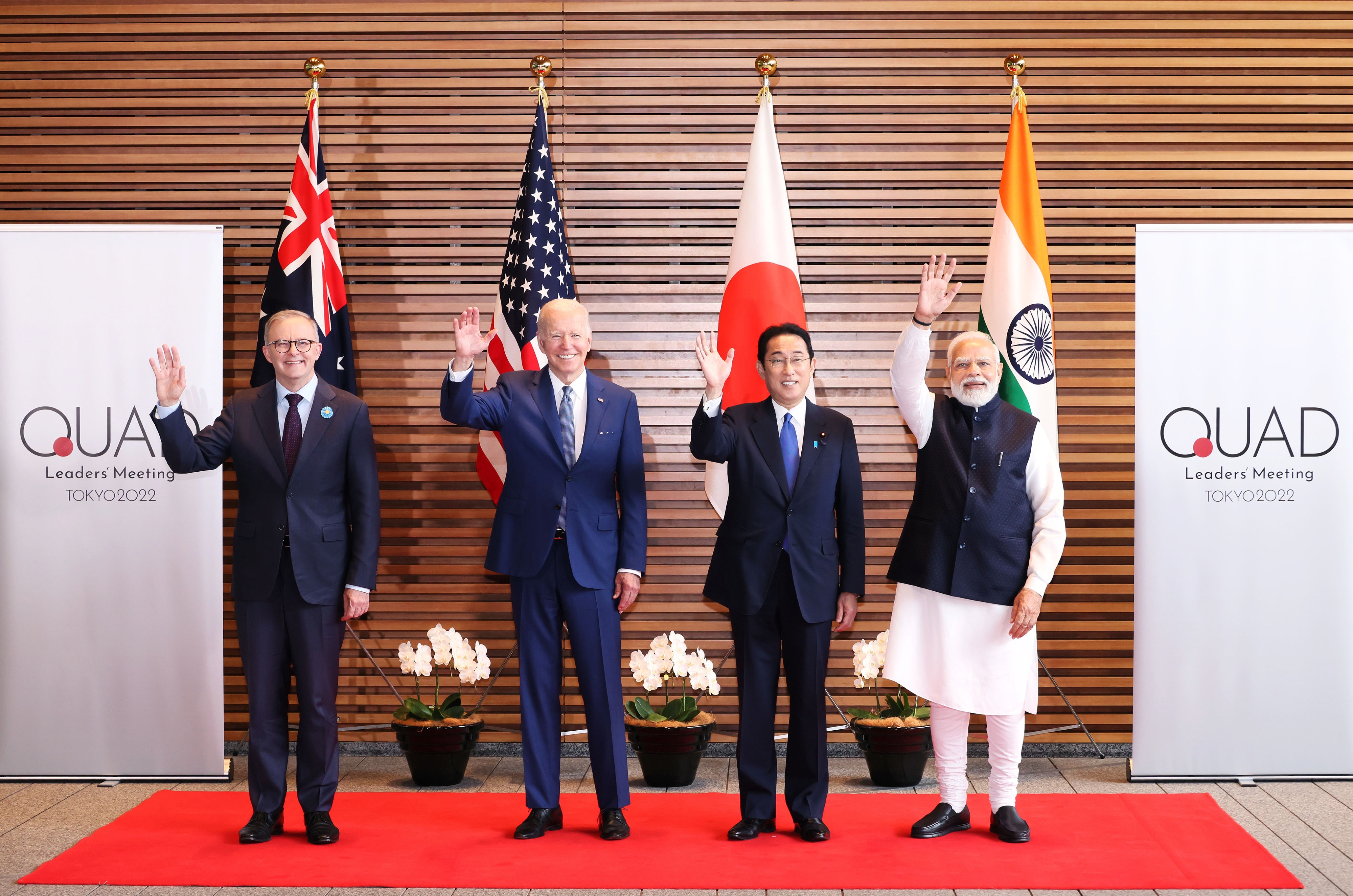
El primer ministro australiano, Anthony Albanese, el presidente estadounidense, Joe Biden, el primer ministro japonés, Fumio Kishida, y el primer ministro indio, Narendra Modi, en Tokio, Japón, el 24 de mayo de 2022.

Australia es miembro de varias agrupaciones de defensa, inteligencia y seguridad, como la alianza de inteligencia Cinco Ojos, con Estados Unidos, Reino Unido, Canadá y Nueva Zelanda; la alianza ANZUS, con Estados Unidos y Nueva Zelanda; el tratado de seguridad AUKUS, con Estados Unidos y Reino Unido; el Diálogo de Seguridad Cuadrilateral, con Estados Unidos, India y Japón; los Acuerdos de Defensa de las Cinco Potencias, con Nueva Zelanda, Reino Unido, Malasia y Singapur; y el Acuerdo de Acceso Recíproco, con Estados Unidos, India y Japón.
Australia ha defendido la causa de la liberalización del comercio internacional, lideró la formación del Grupo de Cairns y la Cooperación Económica Asia-Pacífico, y es miembro de la Organización para la Cooperación y el Desarrollo Económico (OCDE) y la Organización Mundial del Comercio (OMC). A partir de la década de 2000, Australia suscribió el Acuerdo Global y Progresivo de Asociación Transpacífico y la Asociación Económica Integral Regional, así como acuerdos bilaterales de libre comercio con Estados Unidos, China, Japón, Corea del Sur, Indonesia, Reino Unido y Nueva Zelanda, el más reciente de los cuales se firmó en 2023 con el Reino Unido.
Australia mantiene una relación profundamente integrada con su vecina Nueva Zelanda, con libre movilidad de ciudadanos entre ambos países en virtud del Acuerdo de Viaje Trans-Tasmano y libre comercio en virtud del Acuerdo de Relaciones Económicas Más Estrechas. Entre los países mejor considerados por los australianos en 2021 se encuentran Nueva Zelanda, Reino Unido, Japón, Alemania, Taiwán, Tailandia, Estados Unidos y Corea del Sur. También mantiene un programa de ayuda internacional en virtud del cual unos 75 países reciben asistencia. Australia ocupa el cuarto lugar en el índice de compromiso con el desarrollo 2021 del Centro para el Desarrollo Global.
El poder sobre la política exterior está muy concentrado en el primer ministro y el Comité de Seguridad Nacional, y decisiones importantes como la de sumarse a la invasión de Irak en 2003 se toman sin la aprobación previa del Gabinete. Asimismo, el Parlamento no desempeña un papel formal en la política exterior y el poder de declarar la guerra recae exclusivamente en el Ejecutivo. El Ministerio de Asuntos Exteriores y Comercio apoya al Ejecutivo en sus decisiones políticas.

### Fuerzas armadas

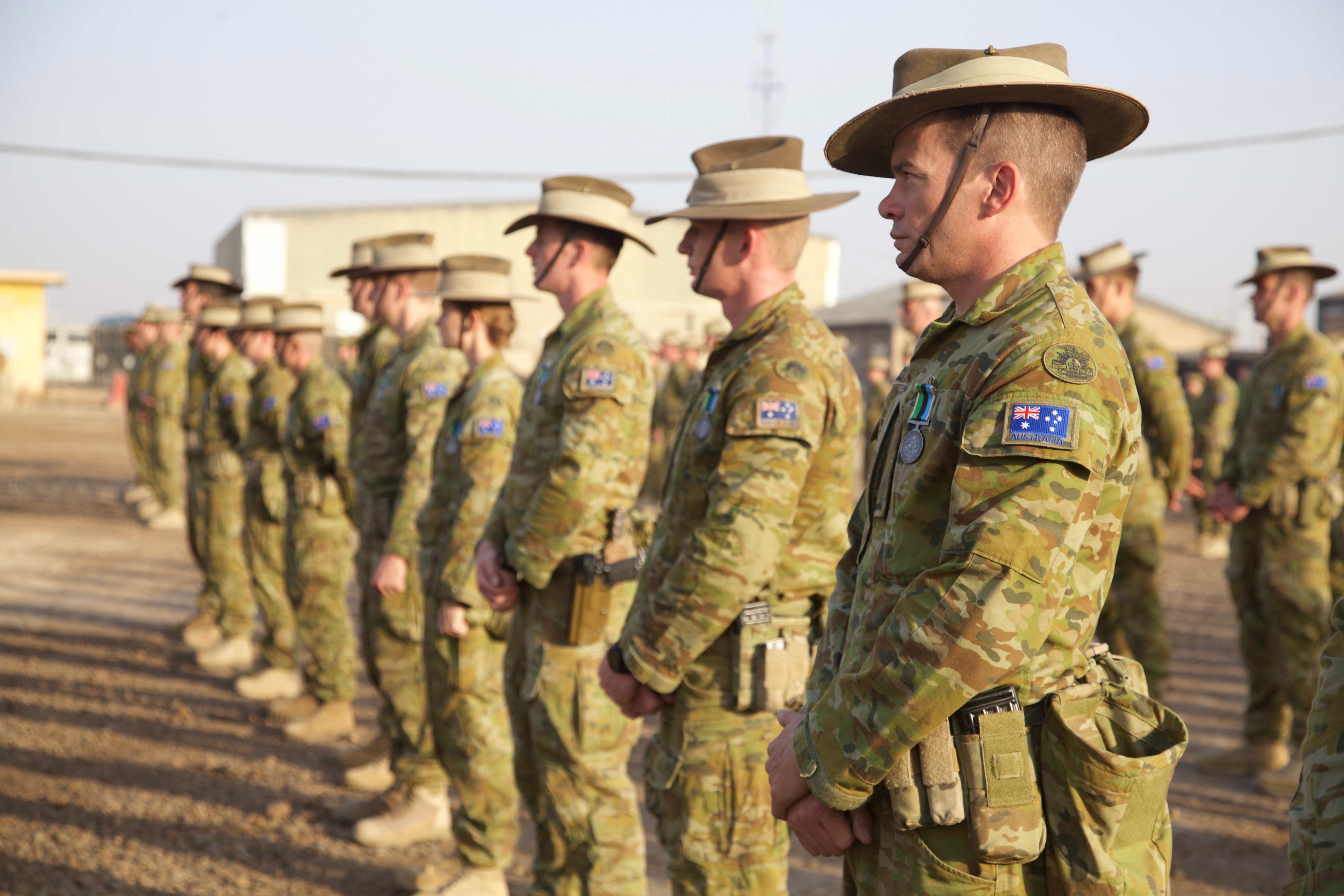
Soldados del Ejército de Tierra de Australia en Irak en 2017.

Las dos principales instituciones implicadas en la gestión de las fuerzas armadas de Australia son la Fuerza de Defensa Australiana (ADF, por sus siglas en inglés) y el Departamento de Defensa, conocidos conjuntamente como «Defensa». La Fuerza de Defensa Australiana es el brazo militar, dirigido por el jefe de la fuerza de defensa, y contiene tres ramas: la Armada Real Australiana, el Ejército Australiano y la Real Fuerza Aérea Australiana. En 2021, contaba con 84 865 efectivos en activo (60 286 regulares y 24 581 reservistas). El Departamento de Defensa es el ala civil y está dirigido por el secretario de Defensa. Estos dos dirigentes gestionan colectivamente la Defensa como una diarquía, con responsabilidades compartidas y conjuntas. El papel titular de comandante en jefe lo ostenta el gobernador general; sin embargo, el mando real recae en el jefe de las Fuerzas de Defensa. El poder ejecutivo del gobierno de la Mancomunidad tiene el control general del ejército a través del ministro de Defensa, que está sujeto a las decisiones del Gabinete y de su Comité de Seguridad Nacional, compuesto por 10 agencias y departamentos entre las cuales se encuentran el Servicio Secreto de Inteligencia Australiano (inteligencia exterior), la Dirección Australiana de Señales (inteligencia de señales) y la Organización Australiana de Inteligencia de Seguridad (seguridad interior).
En 2022, el gasto en defensa ascendía al 1,9 % del PBI, lo que representaba el decimotercer mayor presupuesto de defensa del mundo. En 2024, las ADF llevaban a cabo operaciones activas en Oriente Medio y el Indo-Pacífico (incluidas provisiones de seguridad y ayuda); contribuían a las fuerzas de la ONU en relación con Sudán del Sur, el mantenimiento de la paz entre Siria e Israel y Corea del Norte; y, a nivel nacional, ayudaban a impedir la entrada en el país de solicitantes de asilo y prestaban asistencia en catástrofes naturales.

### Derechos humanos
En general, Australia goza de una sólida protección de los derechos civiles y políticos, y el país ha suscrito una amplia gama de tratados internacionales sobre derechos. A diferencia de otras democracias occidentales comparables, Australia no tiene una única declaración de derechos federal en la Constitución o en la legislación; sin embargo, el Territorio de la Capital Australiana, Victoria y Queensland tienen cartas de derechos estatales.
En materia de derechos humanos, respecto a la pertenencia a los siete organismos de la Carta Internacional de Derechos Humanos, que incluyen al Comité de Derechos Humanos (HRC), Australia ha firmado o ratificado:
| Australia | Tratados internacionales | Tratados internacionales | Tratados internacionales | Tratados internacionales | Tratados internacionales | Tratados internacionales | Tratados internacionales | Tratados internacionales | Tratados internacionales  | Tratados internacionales | Tratados internacionales | Tratados internacionales | Tratados internacionales    | Tratados internacionales    | Tratados internacionales | Tratados internacionales  | Tratados internacionales | Tratados internacionales |
| --- | ------------------------ | ------------------------ | ------------------------ | --- | --- | ------------------------ | ------------------------ | ------------------------ | ------------------------- | ------------------------ | ------------------------ | ------------------------ | --------------------------- | --------------------------- | ------------------------ | ------------------------- | ------------------------ | ------------------------ |
| Australia | CESCR                    | CESCR                    | CCPR                     | CCPR | CCPR | CERD                     | CED                      | CEDAW                    | CEDAW                     | CAT                      | CAT                      | CRC                      | CRC                         | CRC                         | CRC                      | MWC                       | CRPD                     | CRPD                     |
| Australia | CESCR                    | CESCR-OP                 | CCPR                     | CCPR-OP1 | CCPR-OP2-DP | CERD                     | CED                      | CEDAW                    | CEDAW-OP                  | CAT                      | CAT-OP                   | CRC                      | CRC-OP-AC                   | CRC-OP-SC                   | CRC-OP-CP                | MWC                       | CRPD                     | CRPD-OP                  |
| Pertenencia | Firmado y ratificado.    | Sin información.         | Firmado y ratificado.    | Australia ha reconocido la competencia de recibir y procesar comunicaciones individuales por parte de los órganos competentes. | Australia ha reconocido la competencia de recibir y procesar comunicaciones individuales por parte de los órganos competentes. | Firmado y ratificado.    | Sin información.         | Firmado y ratificado.    | Ni firmado ni ratificado. | Firmado y ratificado.    | Sin información.         | Firmado y ratificado.    | Firmado pero no ratificado. | Firmado pero no ratificado. | Sin información.         | Ni firmado ni ratificado. | Firmado y ratificado.    | Firmado y ratificado.    |
| Firmado y ratificado, firmado, pero no ratificado, ni firmado ni ratificado, sin información, ha accedido a firmar y ratificar el órgano en cuestión, pero también reconoce la competencia de recibir y procesar comunicaciones individuales por parte de los órganos competentes. |                          |                          |                          | | |                          |                          |                          |                           |                          |                          |                          |                             |                             |                          |                           |                          |                          |

### Organización político-administrativa
La Mancomunidad de Australia se compone de 3 niveles de gobierno, cada uno representando a distintos niveles de división administrativa:
- Parlamento Federal — legisla para toda Australia;
- 6 parlamentos estatales y 2 parlamentos de territorios continentales — legislan para sus respectivos estados o territorios;
- más de 500 concejos locales — elaboran leyes locales (reglamentos) para su región o distrito.

Australia tiene seis estados: Nueva Gales del Sur, Queensland, Australia Meridional, Tasmania, Victoria y Australia Occidental; y dos territorios autónomos continentales: el Territorio de la Capital Australiana (ACT) y el Territorio del Norte. En la mayoría de los aspectos, el Territorio de la Capital Australiana y el Territorio del Norte funcionan como estados, salvo que el Parlamento de la Mancomunidad tiene potestad para modificar o derogar cualquier legislación aprobada por los parlamentos de los territorios. En la práctica, el Territorio de la Bahía de Jervis (JBT) actúa como parte del Territorio de la Capital Australiana; sus residentes no están representados en el gobierno local ni en el estatal.
El jefe de Gobierno en cada estado es el primer ministro y en cada territorio el ministro principal. El rey está representado en cada estado por un gobernador y, en el Territorio del Norte, por el administrador. En la Mancomunidad, el representante del rey es el gobernador general.
El Parlamento también administra directamente los territorios exteriores de las islas Ashmore y Cartier, la isla de Navidad, las islas Cocos (Keeling), las islas del Mar del Coral, las islas Heard y McDonald, y la región reclamada del Territorio Antártico Australiano, así como el previamente mencionado territorio interior de la bahía de Jervis, una base naval y puerto marítimo para la capital nacional en tierras que antes formaban parte de Nueva Gales del Sur. El territorio exterior de la isla de Norfolk ejercía anteriormente una autonomía considerable en virtud de la ley de la isla de Norfolk de 1979, mediante su propia asamblea legislativa y un administrador que representaba al monarca. En 2015, el Parlamento abolió el autogobierno, integrando la isla de Norfolk en los sistemas fiscales y de bienestar australianos y sustituyendo su asamblea legislativa por un consejo. La isla Macquarie forma parte de Tasmania, y la isla Lord Howe de Nueva Gales del Sur.
El gobierno local es el tercer nivel de gobierno en Australia, administrado con autonomía limitada por los estados y territorios. En 2021, según la Oficina Australiana de Estadística, existían 566 administraciones locales (incluyendo áreas no incorporadas), encargadas de dictar ordenanzas sobre asuntos locales y prestar servicios. Adquieren diversas denominaciones como «ciudades», «municipios» o «shires».

## Geografía

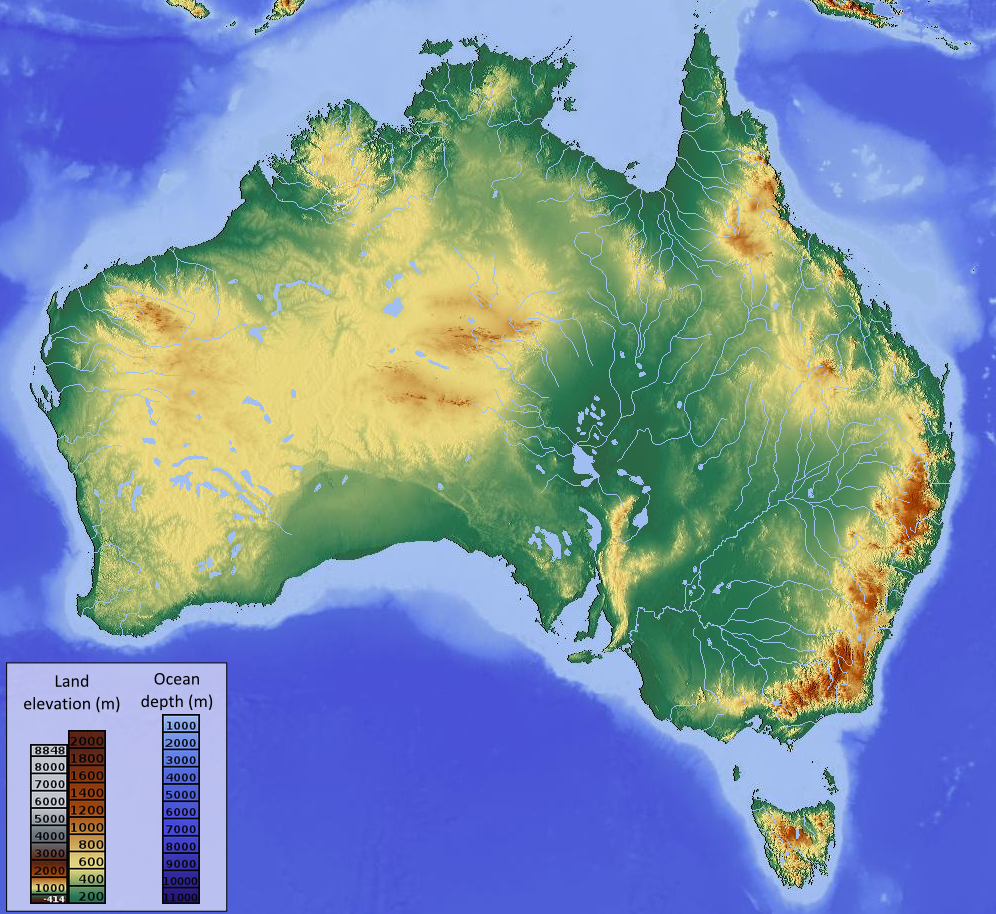
Mapa topográfico de Australia. El verde oscuro representa la elevación más baja y el marrón oscuro la más alta.

Rodeada por los océanos Índico y Pacífico, comparte fronteras marítimas con Timor Oriental, Indonesia y Papúa Nueva Guinea al norte, y con Nueva Zelanda, Islas Salomón y Nueva Caledonia (Francia) al este; separada de Asia por los mares de Arafura y Timor, con el mar del Coral frente a la costa de Queensland y el mar de Tasmania entre Australia y Nueva Zelanda. Australia, el continente más pequeño del mundo y el sexto país más grande por superficie total, debido a su tamaño y aislamiento, es a menudo apodado el «continente isla». y a veces se le considera la isla más grande del mundo. Australia tiene 34 218 km de costa (excluyendo todas las islas de ultramar), y reclama una extensa zona económica exclusiva de 8 148 250 km². Esta zona económica exclusiva no incluye el Territorio Antártico Australiano.
Australia continental se encuentra entre las latitudes 9° y 44° sur, y las longitudes 112° y 154° este. El tamaño de Australia le confiere una gran variedad de paisajes, con selvas tropicales en el noreste, cadenas montañosas en el sureste, suroeste y este, y desierto en el centro. El desierto o la tierra semiárida, comúnmente conocida como outback, constituye, con mucho, la mayor porción de tierra. Australia es el continente habitado más seco; su pluviosidad anual media sobre la superficie continental es inferior a 500 mm. La densidad de población es de 3,4 habitantes por kilómetro cuadrado, aunque una gran parte de la población vive a lo largo de la costa templada del sureste.

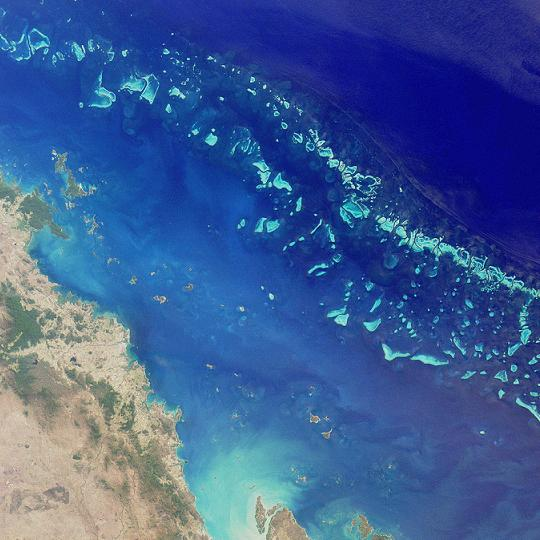
Imagen por satélite de parte de la Gran Barrera de Coral, Patrimonio de la Humanidad por la Unesco.

La Gran Barrera de Coral, el mayor arrecife de coral del mundo, se encuentra a poca distancia de la costa noreste y se extiende por más de 2000 km. El monte Augustos, considerado el mayor monolito del mundo, se encuentra en Australia Occidental. Con 2228 m, el monte Kosciuszko es la montaña más alta de Australia continental. Aún más altos son el pico Mawson (con 2745 m), en el remoto territorio exterior australiano de la isla Heard, y, en el Territorio Antártico Australiano, el monte McClintock y el monte Menzies, con 3492 m y 3355 m respectivamente.
El este de Australia está marcado por la Gran Cordillera Divisoria, que corre paralela a la costa de Queensland, Nueva Gales del Sur y gran parte de Victoria. El nombre no es estrictamente exacto, porque algunas partes de la cordillera consisten en colinas bajas, y las tierras altas no suelen superar los 1600 m de altura. Entre la costa y las montañas se encuentran las tierras altas de la costa y un cinturón de praderas de brigalow, mientras que en el interior de la cordillera divisoria hay grandes zonas de praderas y matorrales. Entre ellas se encuentran las llanuras occidentales de Nueva Gales del Sur y las Mitchell Grass Downs y Tierras de Mulga del interior de Queensland. El punto más septentrional del continente es la península del Cabo York.

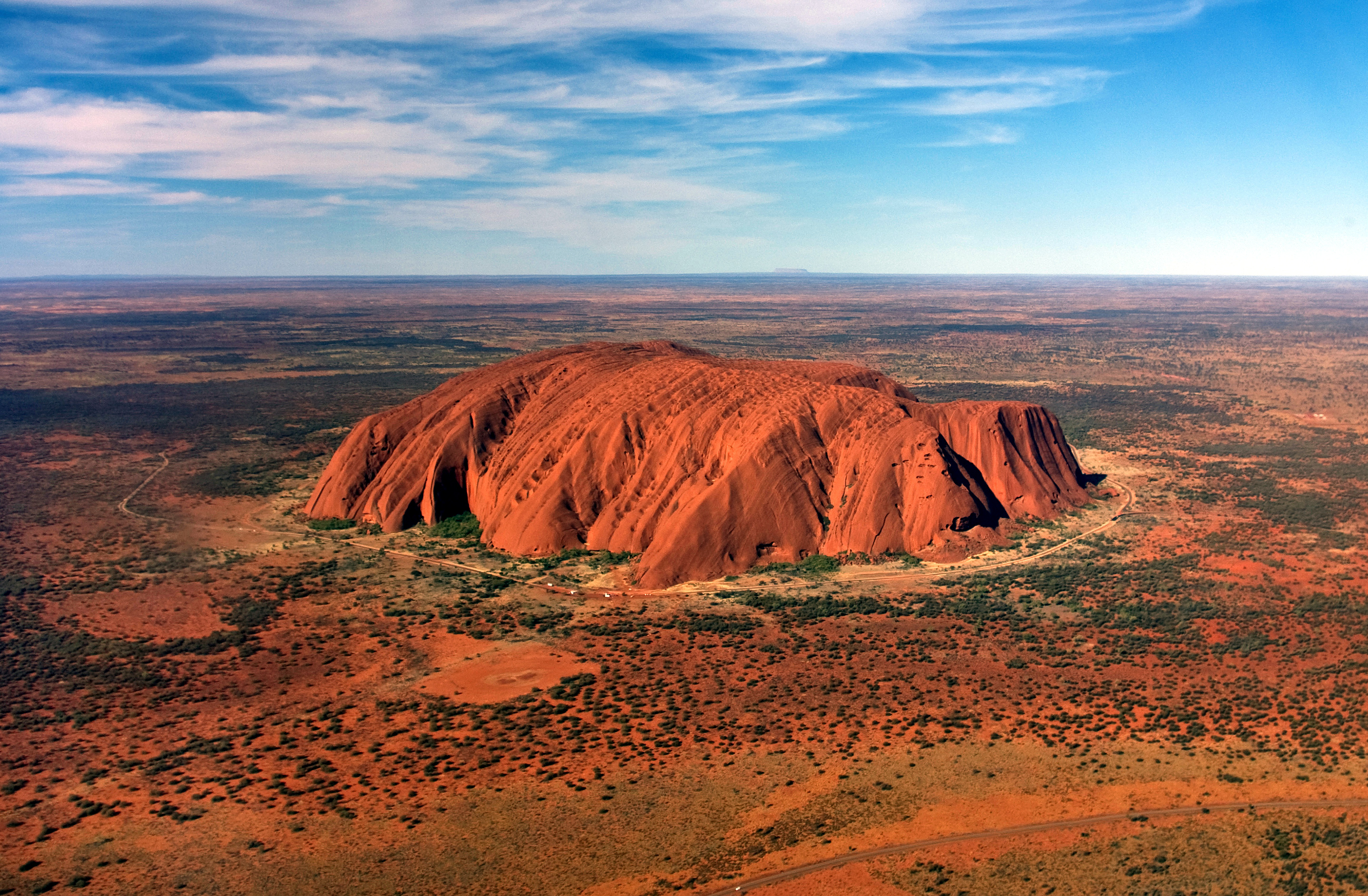
Uluru, en la región semiárida de Australia Central, es uno de los hitos naturales más reconocibles del país.

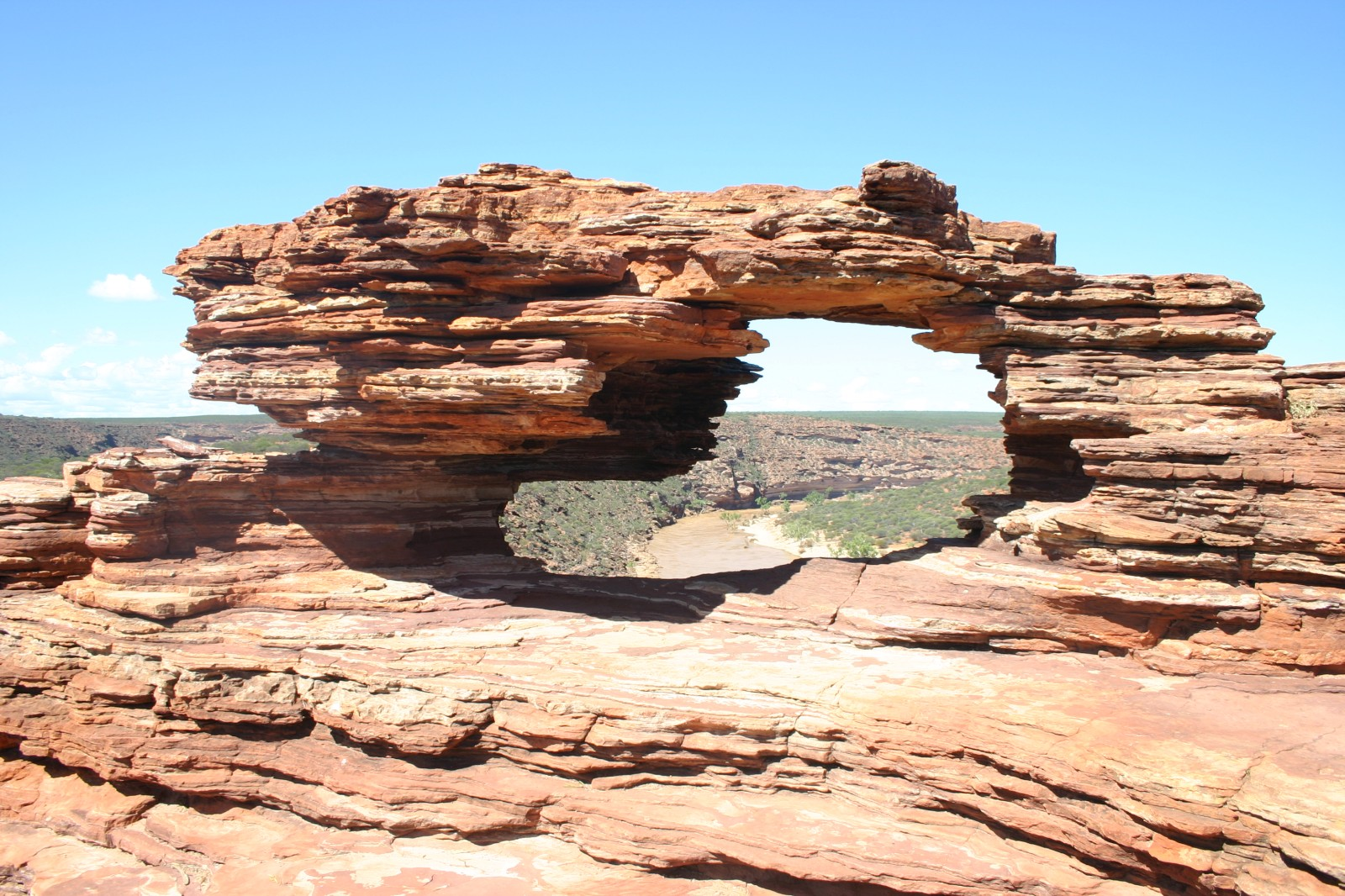
Arco de roca del parque nacional Kalbarri, Australia Occidental.

Los paisajes del Top End y del Gulf Country, de clima tropical, incluyen bosques, zonas boscosas, humedales, praderas, selva tropical y desierto. En el extremo noroeste del continente se encuentran los acantilados de arenisca y los desfiladeros de Kimberley, y más abajo el Pilbara. La sabana tropical de las llanuras de Victoria se encuentra al sur de las sabanas de Kimberly y la Tierra de Arnhem, formando una transición entre las sabanas costeras y los desiertos del interior. En el corazón del país se encuentran las tierras altas del centro de Australia. En el centro y el sur destacan Uluru (también conocido como Ayers Rock), el famoso monolito de arenisca, y los desiertos interiores de Simpson, Tirari y Sturt Stony, Gibson, Great Sandy, Tanami y Great Victoria, con la famosa llanura de Nullarbor en la costa meridional. Los matorrales de mulga de Australia Occidental se encuentran entre los desiertos del interior y el suroeste de Australia, de clima mediterráneo.

### Geología

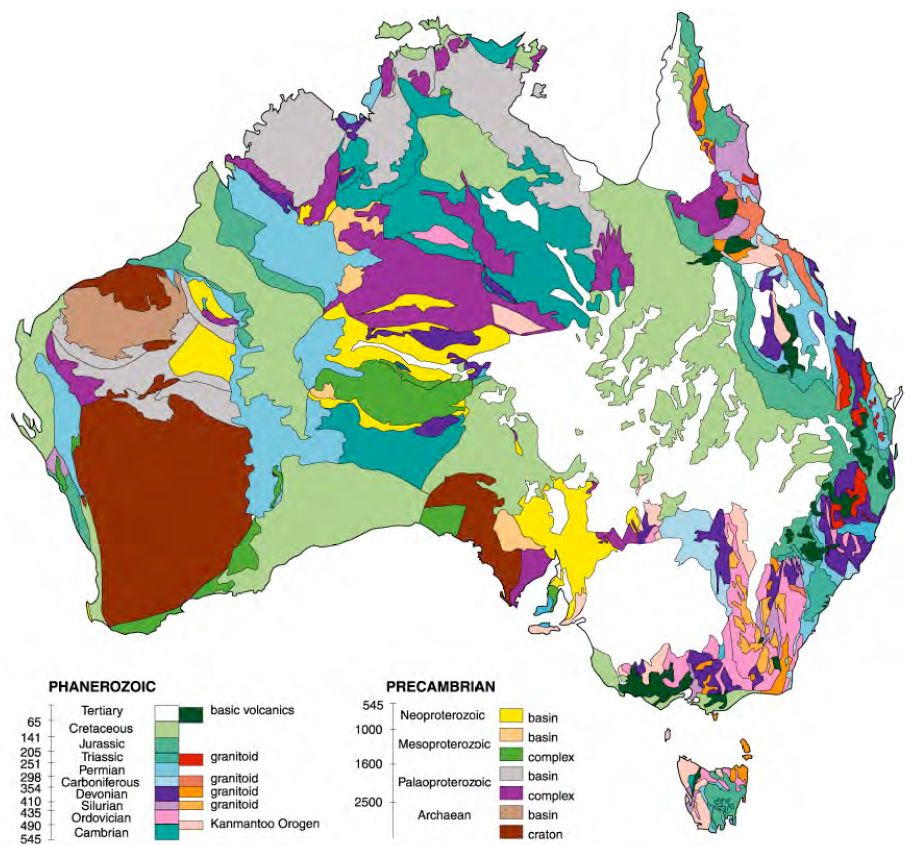
Regiones geológicas básicas de Australia, por edad.

Situada en la placa indoaustraliana, Australia continental es la masa de tierra más baja y primordial de la Tierra, con una historia geológica relativamente estable. La masa terrestre incluye prácticamente todos los tipos de roca conocidos y de todos los periodos geológicos que abarcan más de 3800 millones de años de la historia de la Tierra. El cratón de Pilbara es una de las dos únicas costras arcaicas prístinas de 3,6-2,7 Ga (hace mil millones de años) identificadas en la Tierra.
El continente australiano, que formó parte de los principales supercontinentes, comenzó a formarse tras la ruptura de Gondwana en el Pérmico, con la separación de la masa continental del continente africano y del subcontinente indio. Se separó de la Antártida durante un prolongado periodo que comenzó en el Pérmico y continuó hasta el Cretácico. Cuando terminó el último periodo glacial, hacia el 10 000 a. C., el aumento del nivel del mar formó el estrecho de Bass, que separó Tasmania del continente. Luego, entre el 8000 y el 6500 a. C., las tierras bajas del norte fueron inundadas por el mar, separando Nueva Guinea, las islas Aru y el continente australiano. El continente australiano se desplaza hacia Eurasia a un ritmo de 6 a 7 centímetros al año.
La corteza continental del continente australiano, excluyendo los márgenes adelgazados, tiene un grosor medio de 38 km, con un rango de grosor de 24 a 59 km. La geología de Australia puede dividirse en varias secciones principales, que muestran que el continente creció de oeste a este: los escudos cratónicos del Arcaico que se encuentran sobre todo en el oeste, los cinturones de pliegues del Proterozoico en el centro y las cuencas sedimentarias del Fanerozoico, las rocas metamórficas e ígneas en el este.
El territorio continental australiano y Tasmania están situados en el centro de la placa tectónica y no tienen volcanes activos, pero debido a su paso por el punto caliente de Australia Oriental, se ha producido un vulcanismo reciente durante el Holoceno, en la provincia volcánica Newer del oeste de Victoria y el sureste de Australia Meridional. También se produce vulcanismo en la isla de Nueva Guinea (considerada geológicamente como parte del continente australiano), y en el territorio exterior australiano de la isla Heard y las islas McDonald. La actividad sísmica en el territorio continental australiano y en Tasmania también es escasa; el mayor número de víctimas mortales se produjo en el terremoto de Newcastle de 1989.

### Clima

Clasificación climática de Köppen de Australia.

El clima de Australia está muy influido por las corrientes oceánicas, como el dipolo del océano Índico y la oscilación meridional de El Niño, que se correlaciona con las sequías periódicas, y el sistema estacional de bajas presiones tropicales que produce ciclones en el norte de Australia. Estos factores hacen que las precipitaciones varíen notablemente de un año a otro. Gran parte del norte del país tiene un clima tropical, predominantemente veraniego (monzón). El extremo suroeste del país tiene un clima mediterráneo. El sureste oscila entre el oceánico (Tasmania y la costa de Victoria) y el subtropical húmedo (la mitad superior de Nueva Gales del Sur), y las tierras altas presentan climas oceánicos alpinos y subpolares. El interior es árido o semiárido. La nieve es común durante el invierno austral (de junio a agosto), especialmente en las zonas más altas de los estados de Victoria, Nueva Gales del Sur, el Territorio de la Capital australiana y Tasmania.
Impulsadas por el cambio climático, las temperaturas medias han aumentado más de 1 °C desde 1960. Los cambios asociados en los patrones de precipitación y los extremos climáticos exacerban los problemas existentes, como la sequía y los incendios forestales. El año 2019 fue el más cálido registrado en Australia, y la temporada de incendios forestales 2019-2020 fue la peor registrada en el país. Las emisiones de gases de efecto invernadero per cápita de Australia están entre las más altas del mundo.
En muchas regiones y ciudades de Australia se aplican frecuentemente restricciones de agua en respuesta a la escasez crónica debida al aumento de la población urbana y a la sequía localizada. En gran parte del continente, las grandes inundaciones se producen con regularidad tras largos periodos de sequía, desbordando los sistemas fluviales interiores, desbordando las presas e inundando grandes llanuras aluviales interiores, como ocurrió en todo el este de Australia a principios de la década de 2010 tras la sequía australiana de la década de 2000.

Paisajes bioclimáticos de Australia
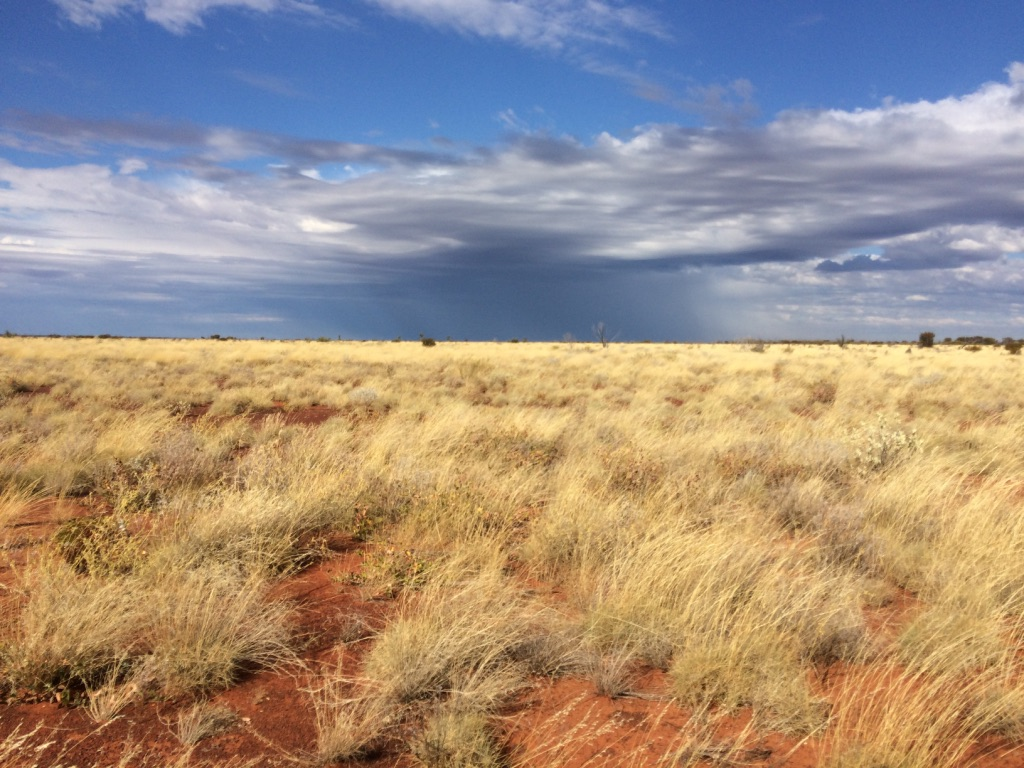
Desierto de Gibson
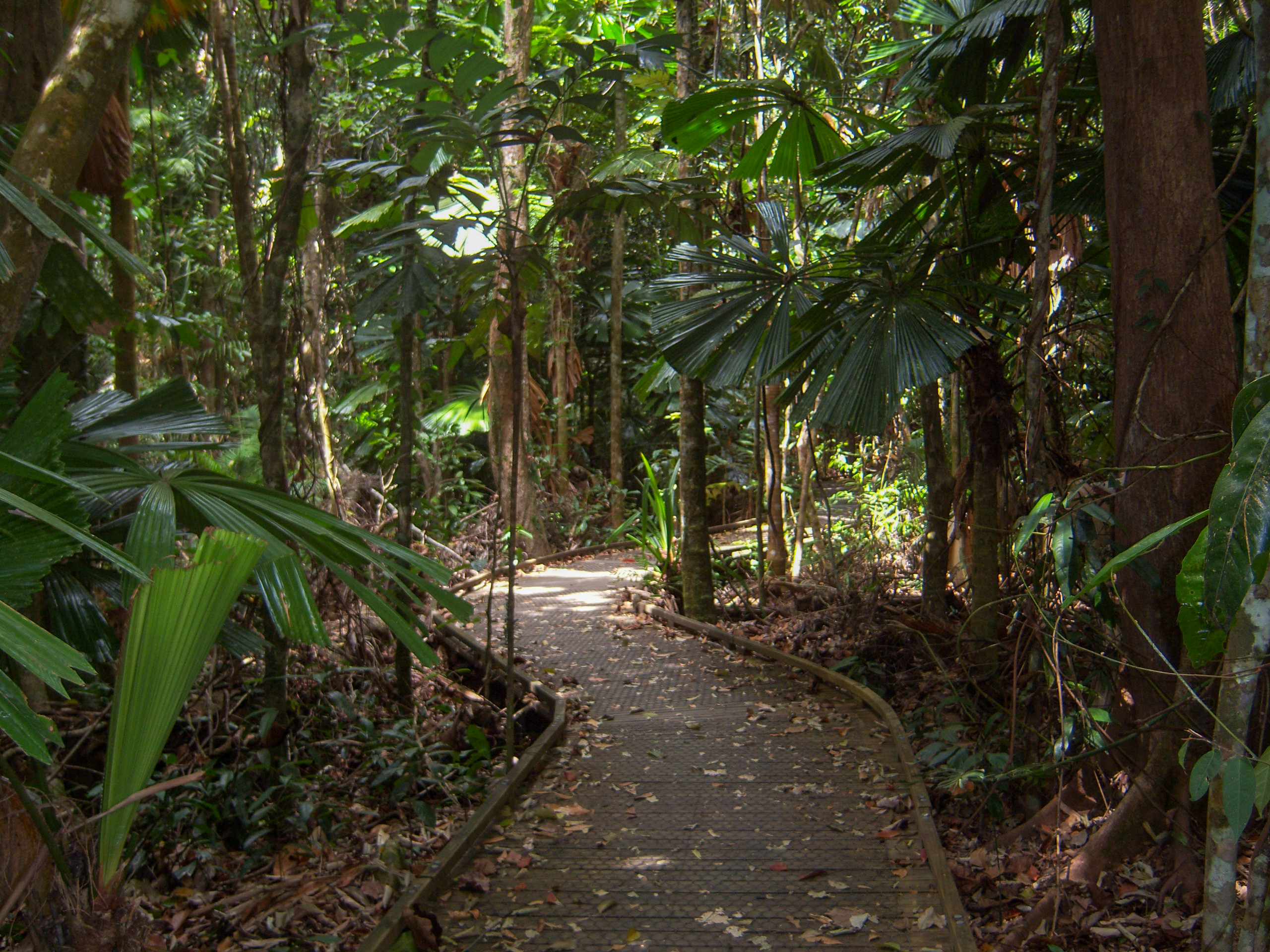
Parque nacional Daintree
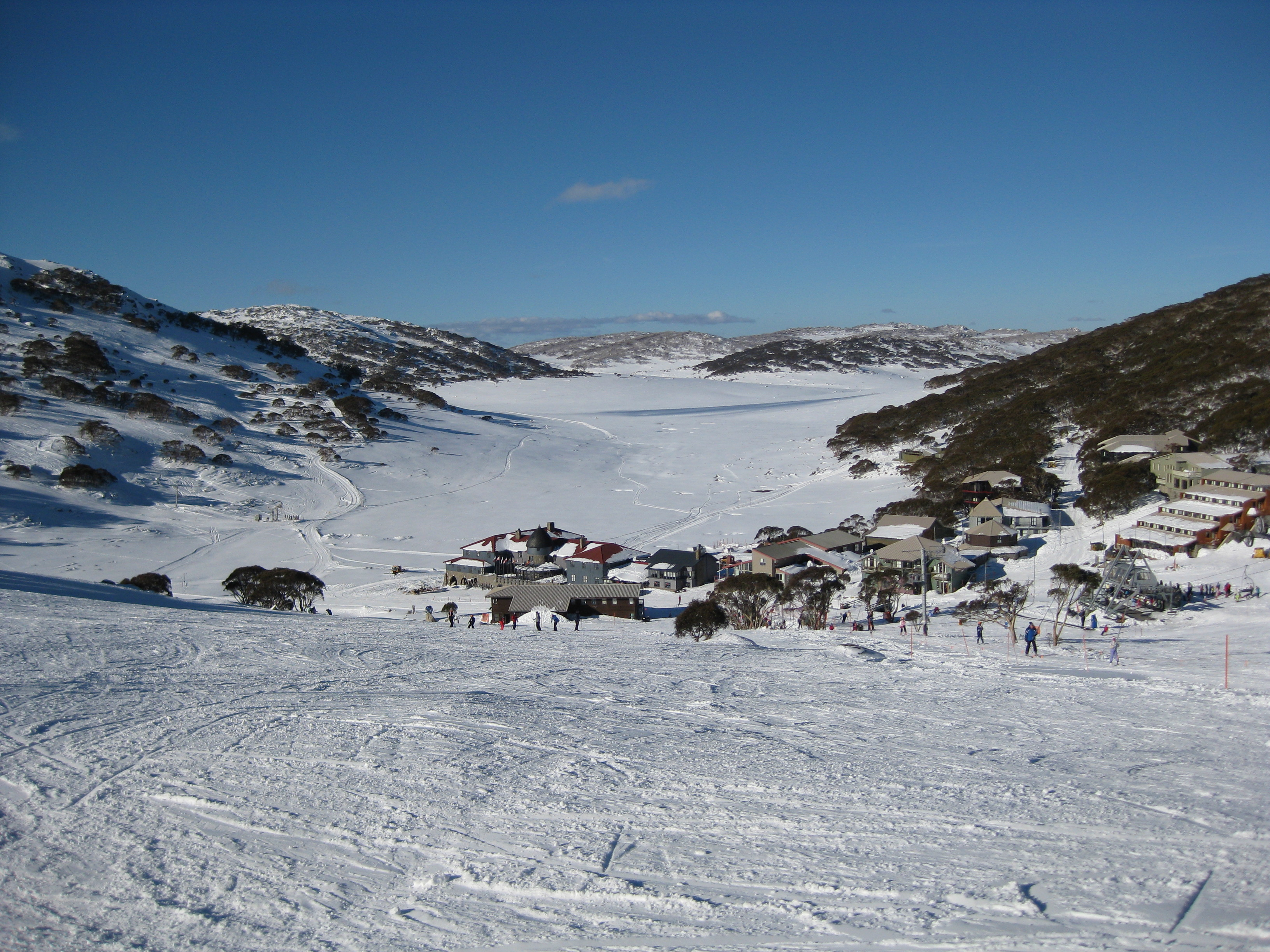
Alpes Australianos
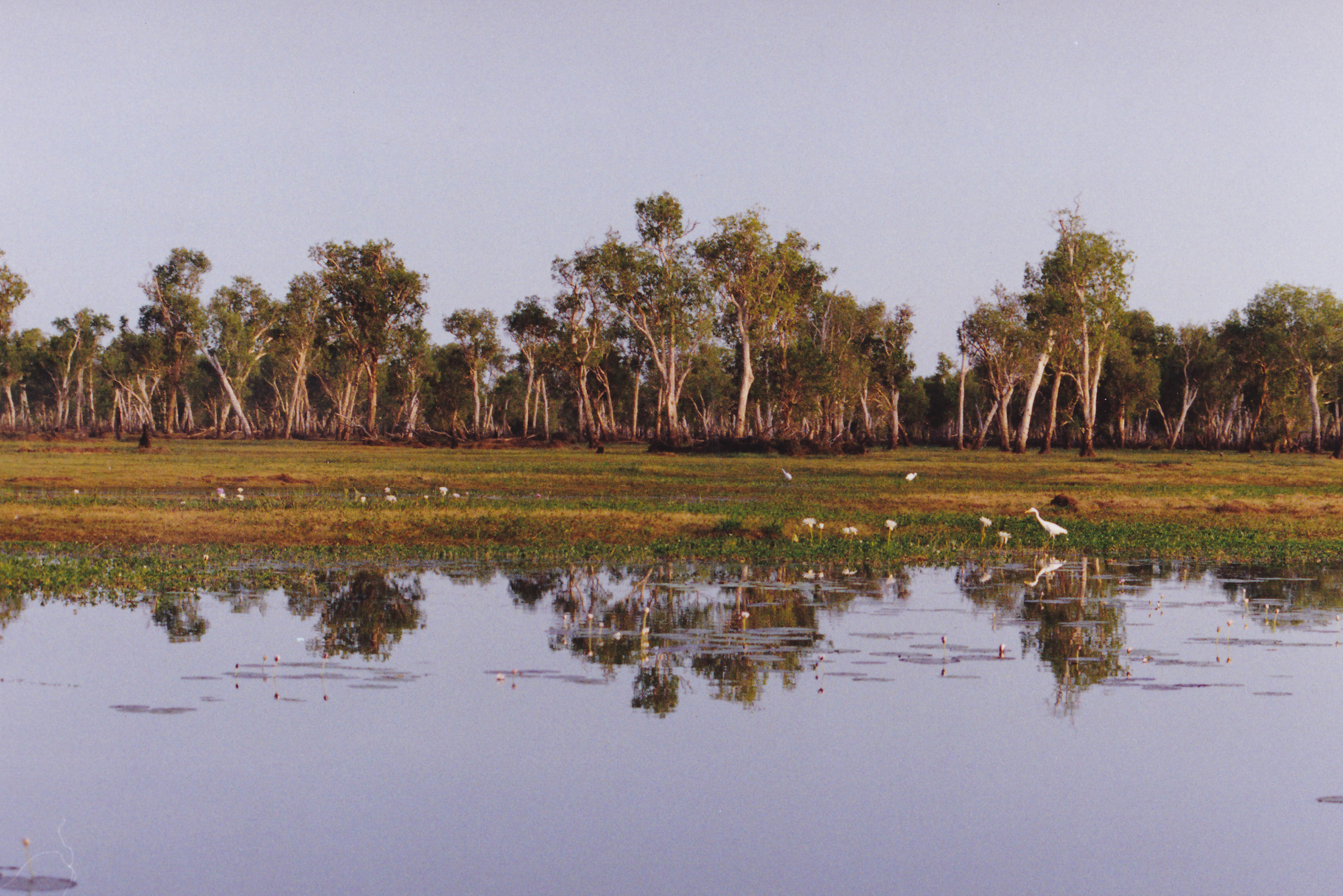
Parque nacional Kakadu
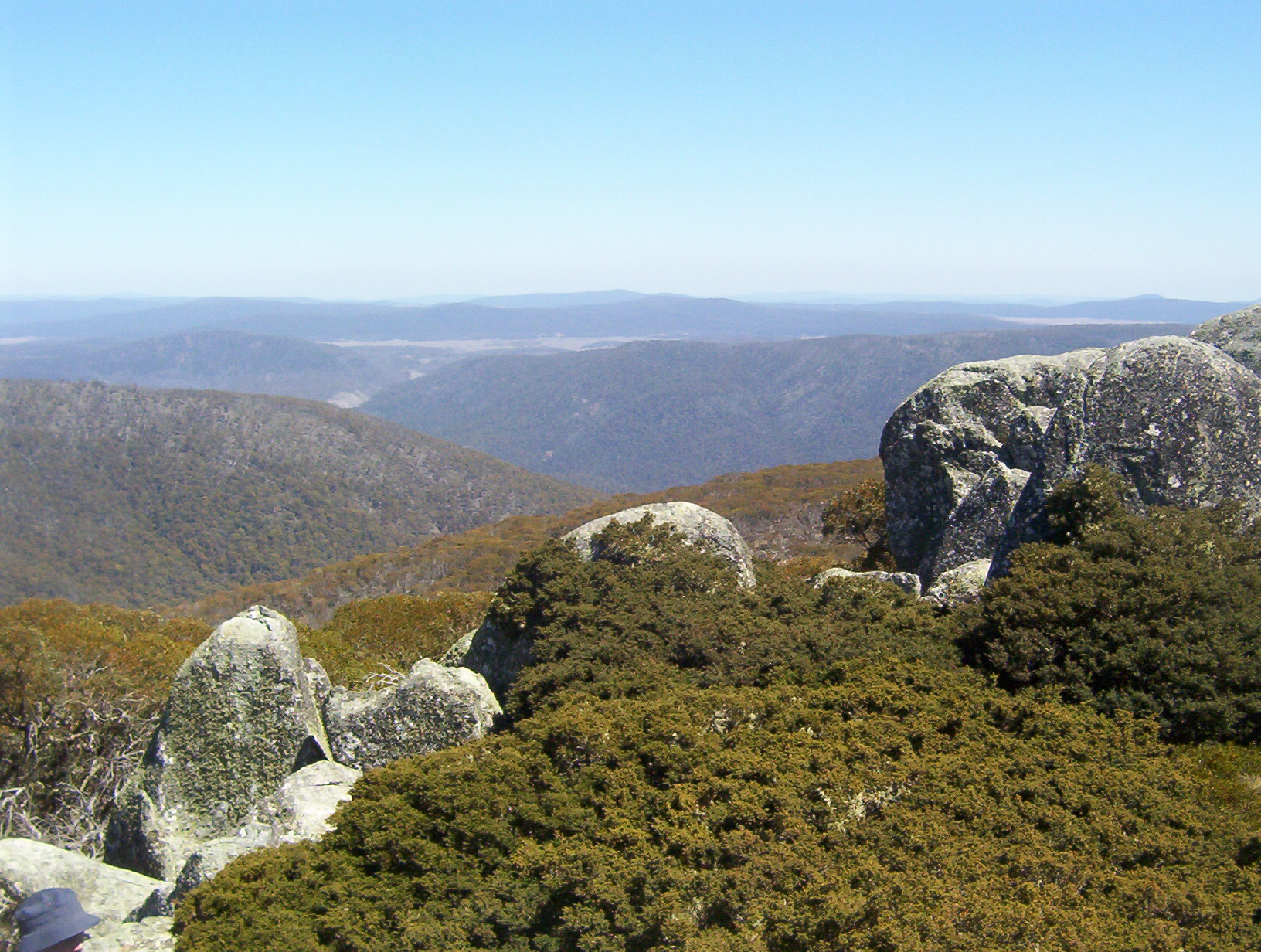
Parque nacional Namadgi

### Biodiversidad

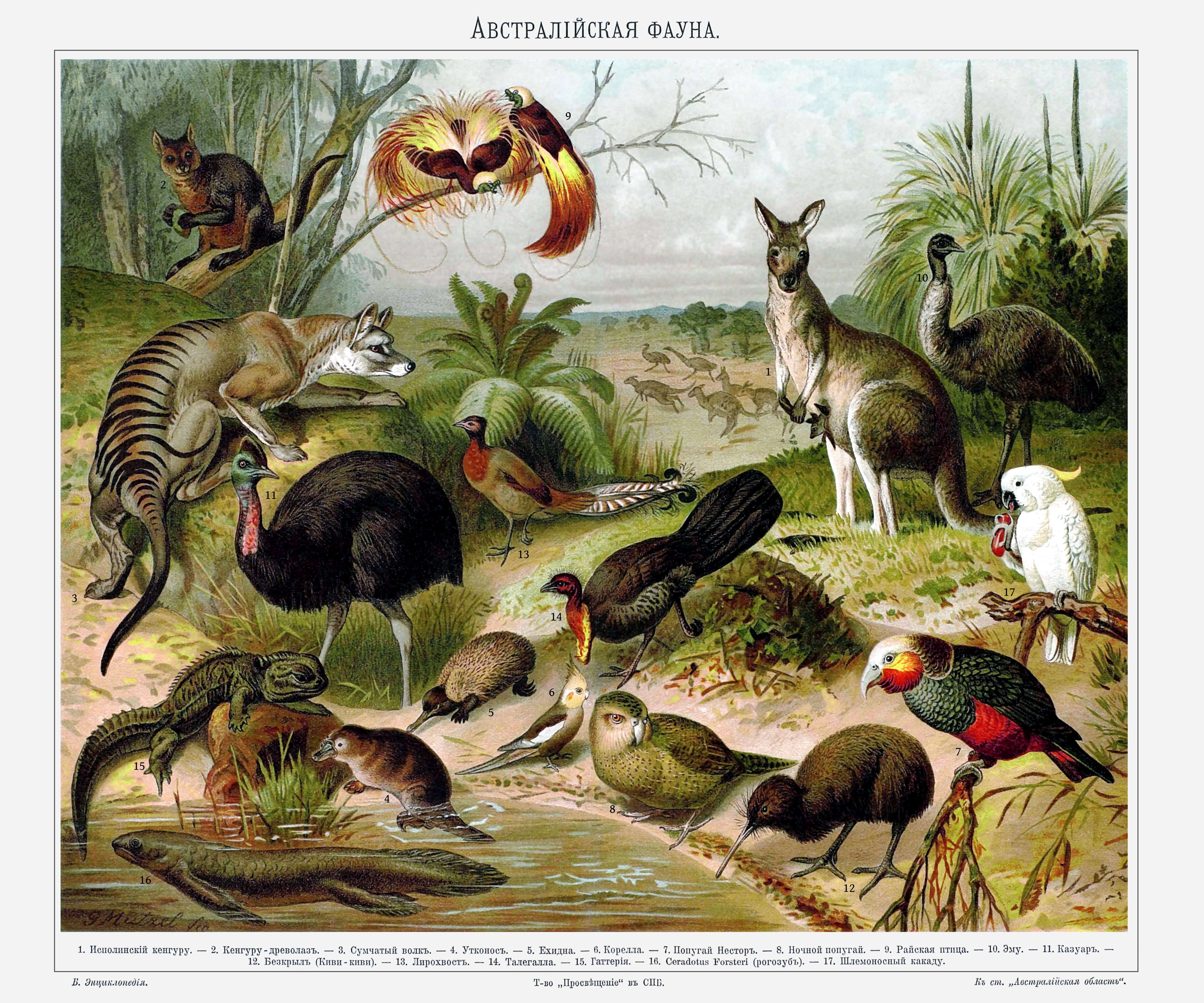
Fauna australiana en una ilustración de la Gran Enciclopedia Yuzhakov (1900-1907).

Aunque la mayor parte de Australia es semiárida o desértica, el continente incluye una gran diversidad de hábitats, desde brezales alpinos hasta selvas tropicales. Los hongos tipifican esa diversidad: se calcula que en Australia hay unas 250 000 especies, de las que sólo se ha descrito el 5 %. Debido a la gran antigüedad del continente, a sus patrones climáticos extremadamente variables y a su prolongado aislamiento geográfico, gran parte de la biota australiana es única. Alrededor del 85 % de las plantas con flores, el 84 % de los mamíferos, más del 45 % de las aves y el 89 % de los peces costeros de zonas templadas son endémicos. Australia tiene al menos 755 especies de reptiles, más que cualquier otro país del mundo. Además de la Antártida, Australia es el único continente que se desarrolló sin especies felinas. Es posible que los gatos asilvestrados fueran introducidos en el siglo XVII por náufragos holandeses y, más tarde, en el XVIII, por colonos europeos. Hoy se les considera uno de los principales factores del declive y la extinción de muchas especies autóctonas vulnerables y en peligro de extinción. Se cree que los inmigrantes marinos procedentes de Asia trajeron el dingo a Australia en algún momento tras el final de la última glaciación -tal vez hace 4000 años- y que los aborígenes ayudaron a dispersarlos por el continente como mascotas, lo que contribuyó a la desaparición de los tilacinos en el continente. Australia es también uno de los 17 países megadiversos.
Los bosques australianos están formados principalmente por especies de hoja perenne, sobre todo eucaliptos en las regiones menos áridas; las zarzas los sustituyen como especie dominante en las regiones más secas y en los desiertos. Entre los animales australianos más conocidos se encuentran los monotremas (el ornitorrinco y el equidna); un sinfín de marsupiales, como el canguro, el koala y el wombat, y aves como el emú y la cucaburra. Australia alberga muchos animales peligrosos, entre ellos algunas de las serpientes más venenosas del mundo. El dingo fue introducido por los austronesios que comerciaban con los australianos indígenas hacia el año 3000 a. C. Muchas especies animales y vegetales se extinguieron poco después del primer asentamiento humano, incluida la megafauna australiana; otras han desaparecido desde el asentamiento europeo, entre ellas el tilacino.
Muchas de las ecorregiones de Australia, y las especies que albergan, están amenazadas por las actividades humanas y las especies introducidas de animales, cromistes, hongos y plantas. Todos estos factores han provocado que Australia tenga la tasa de extinción de mamíferos más alta del mundo. La Ley de Protección del Medio Ambiente y Conservación de la Biodiversidad de 1999 es el marco jurídico para la protección de las especies amenazadas. En el marco de la Estrategia Nacional para la Conservación de la Diversidad Biológica de Australia se han creado numerosas zonas protegidas para proteger y preservar ecosistemas únicos; 65 humedales están incluidos en la lista del Convenio de Ramsar y se han creado 16 lugares naturales declarados Patrimonio de la Humanidad. Australia ocupó el puesto 21 de 178 países del mundo en el Índice de desempeño medioambiental de 2018. Hay más de 1800 animales y plantas en la lista de especies amenazadas de Australia, incluidos más de 500 animales. Los paleontólogos descubrieron un yacimiento fósil de una selva prehistórica en McGraths Flat, en Australia Meridional, que presenta pruebas de que este desierto ahora árido y matorral seco/pastizal fue una vez el hogar de una abundancia de vida.
Las zonas protegidas cubren 895 288 km2 de la superficie terrestre de Australia, es decir, alrededor del 11,5 % de la superficie total. De ellas, dos tercios se consideran estrictamente protegidas (categorías I a IV de la UICN), y el resto son zonas protegidas de recursos gestionados en su mayoría (categoría VI de la UICN). También hay 200 zonas marinas protegidas, que abarcan otros 64,8 millones de hectáreas.

Fauna y flora de Australia
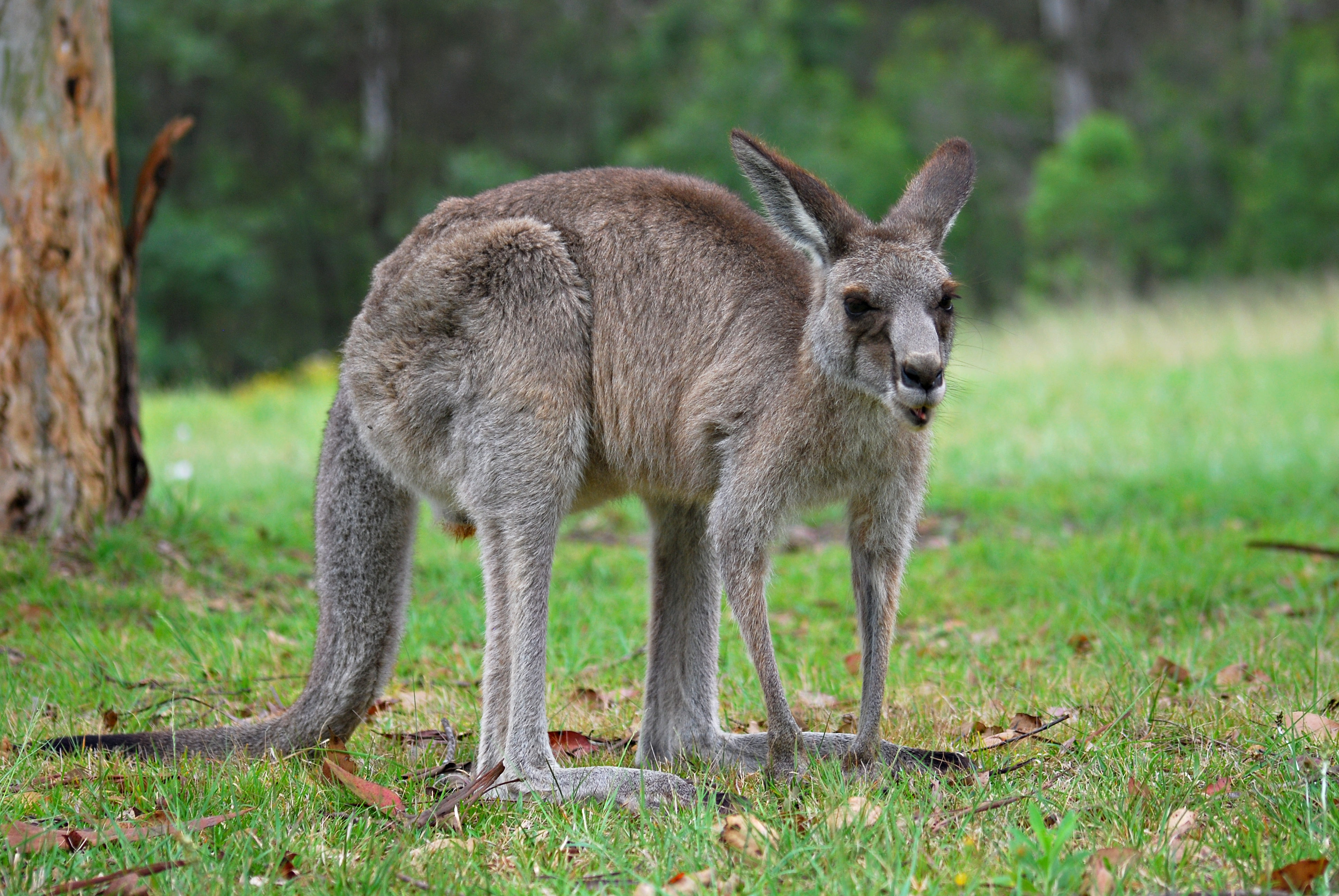
Canguro
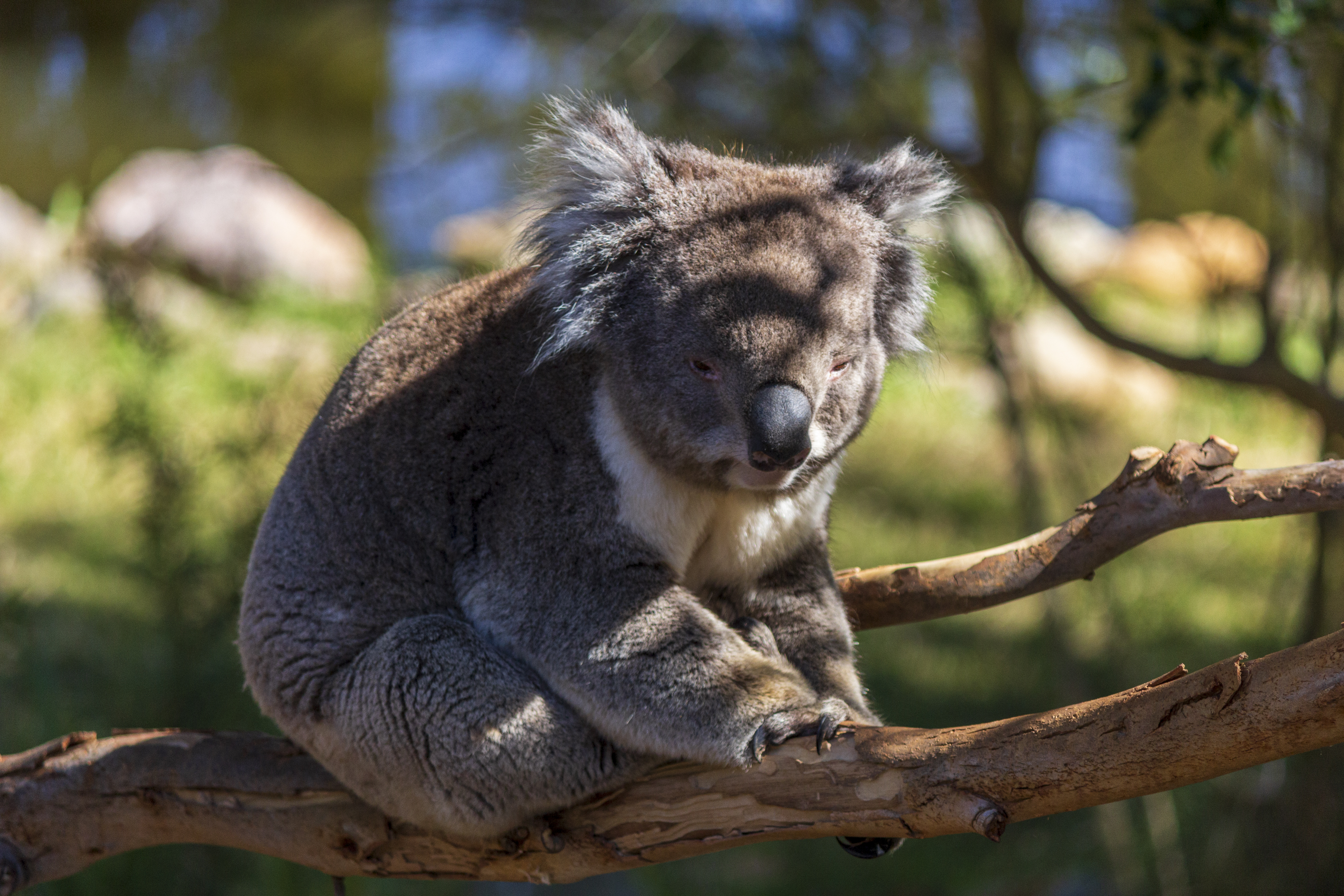
Koala
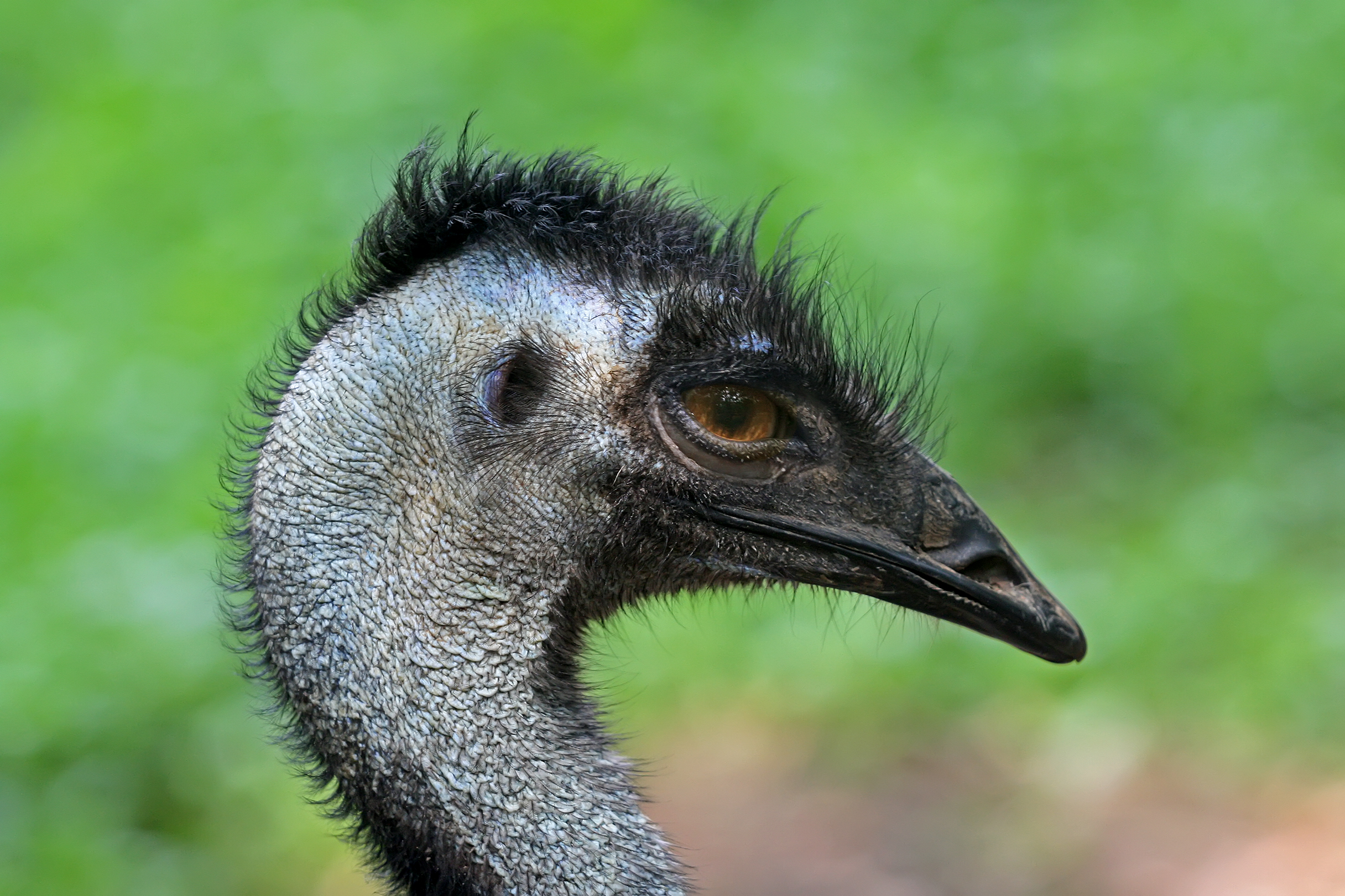
Emú
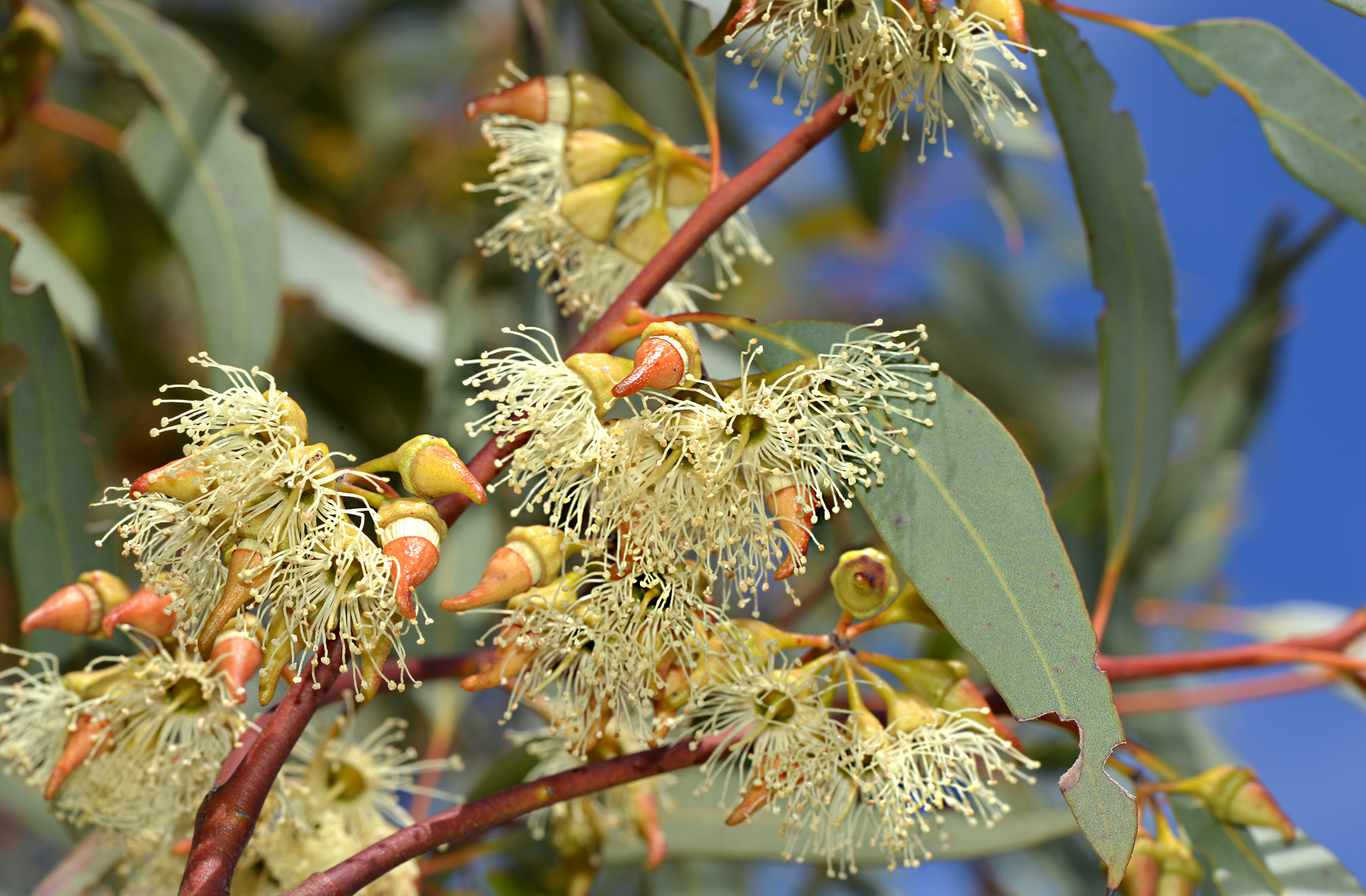
Eucalipto
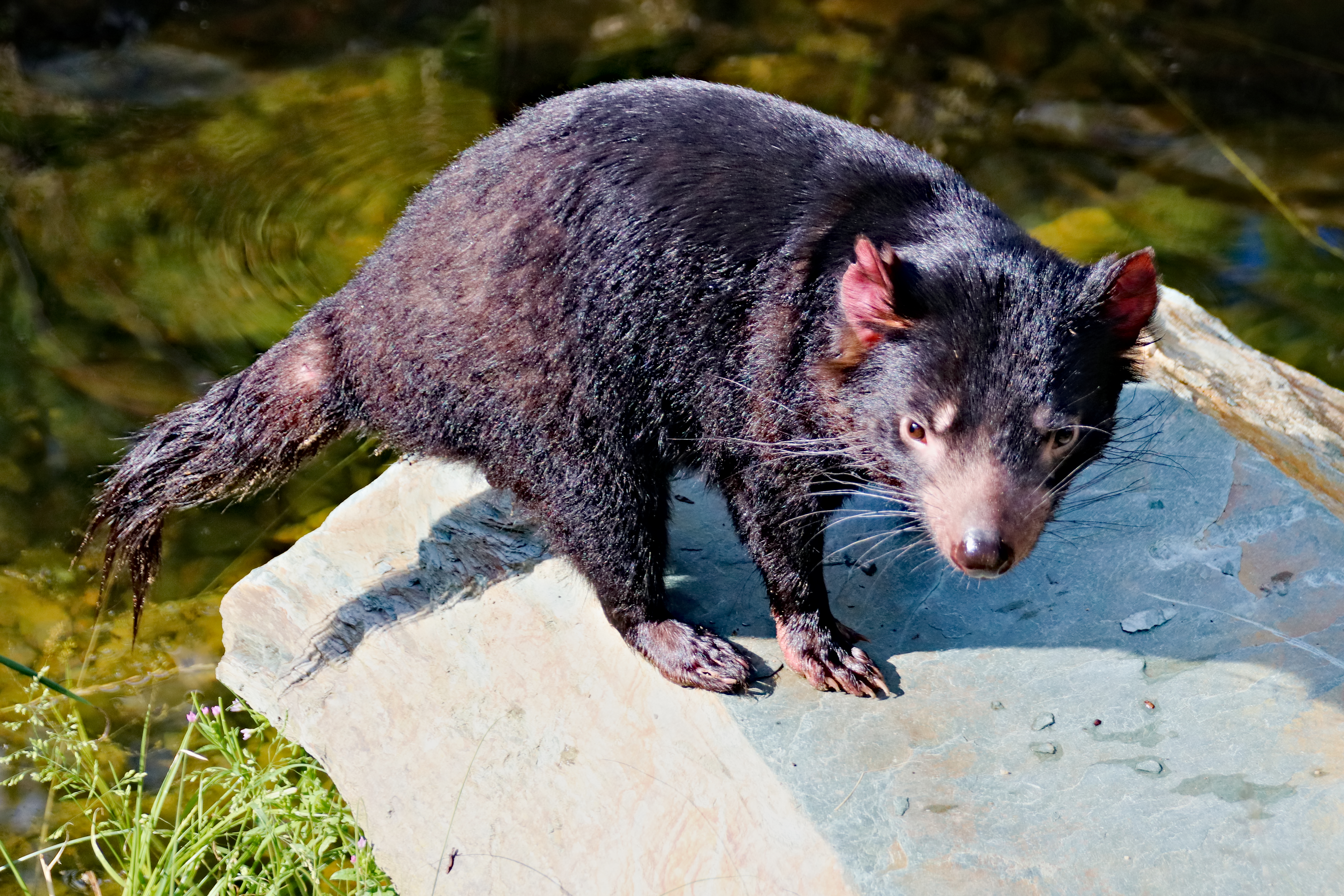
Demonio de Tasmania
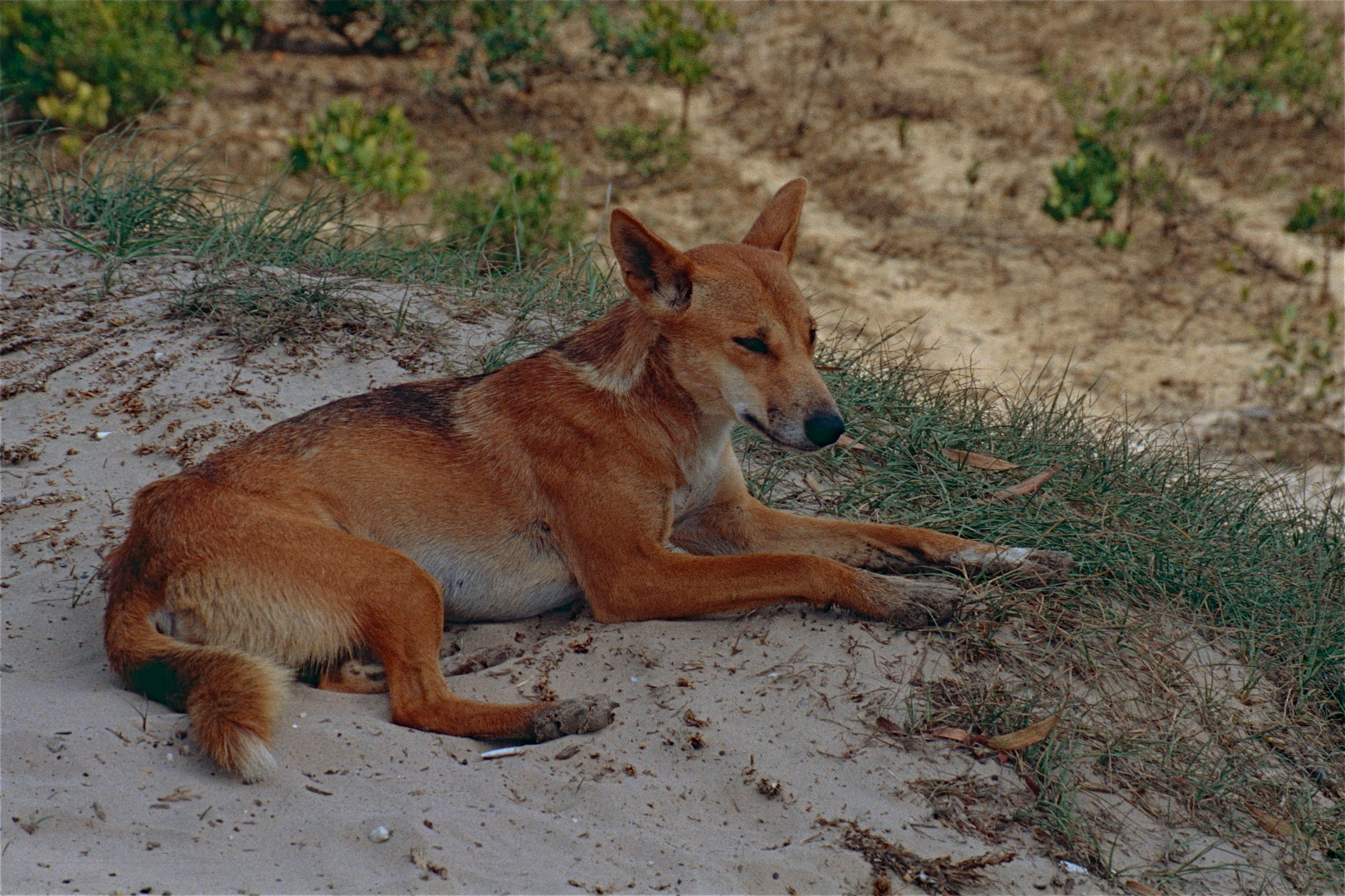
Dingo
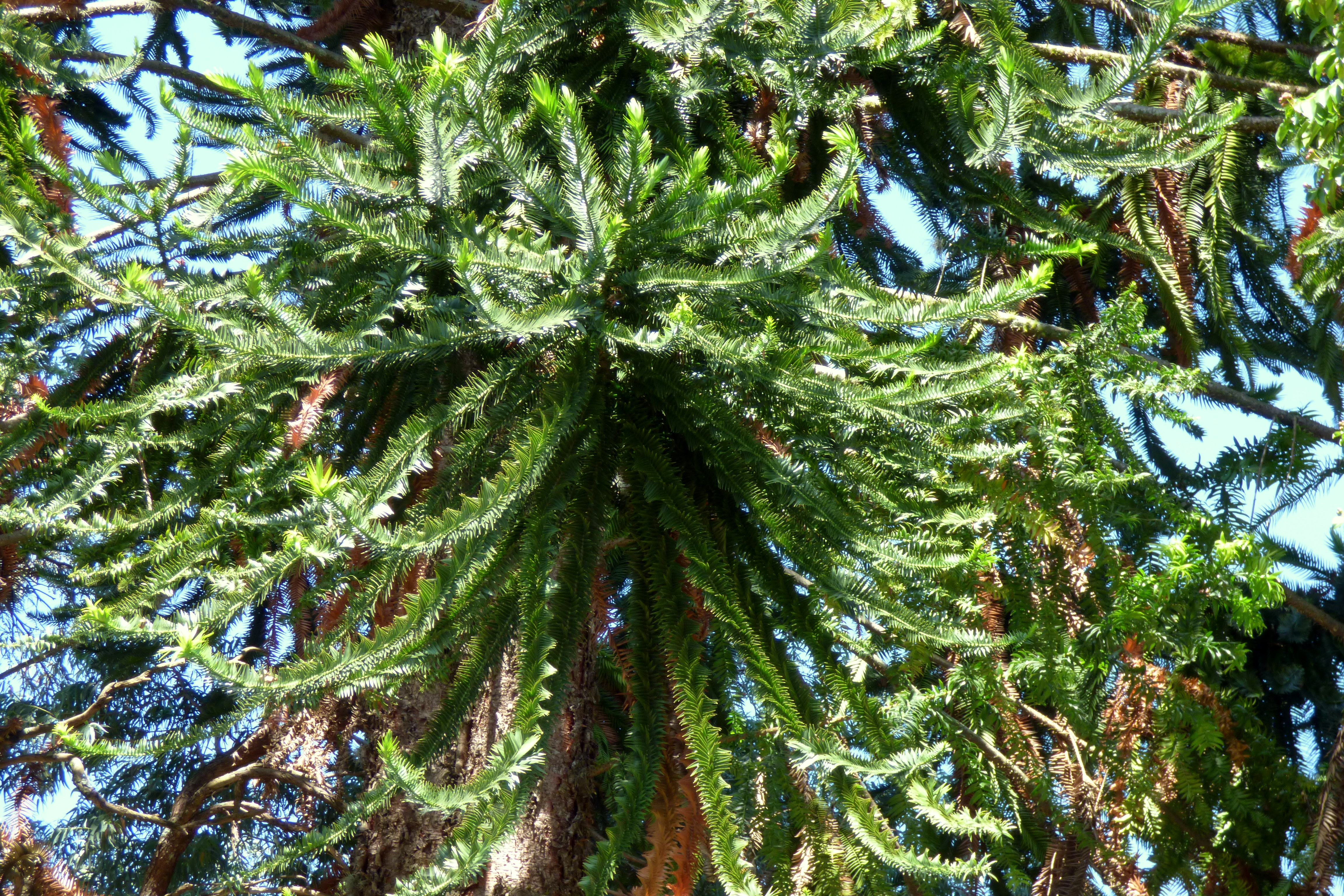
Araucaria australiana
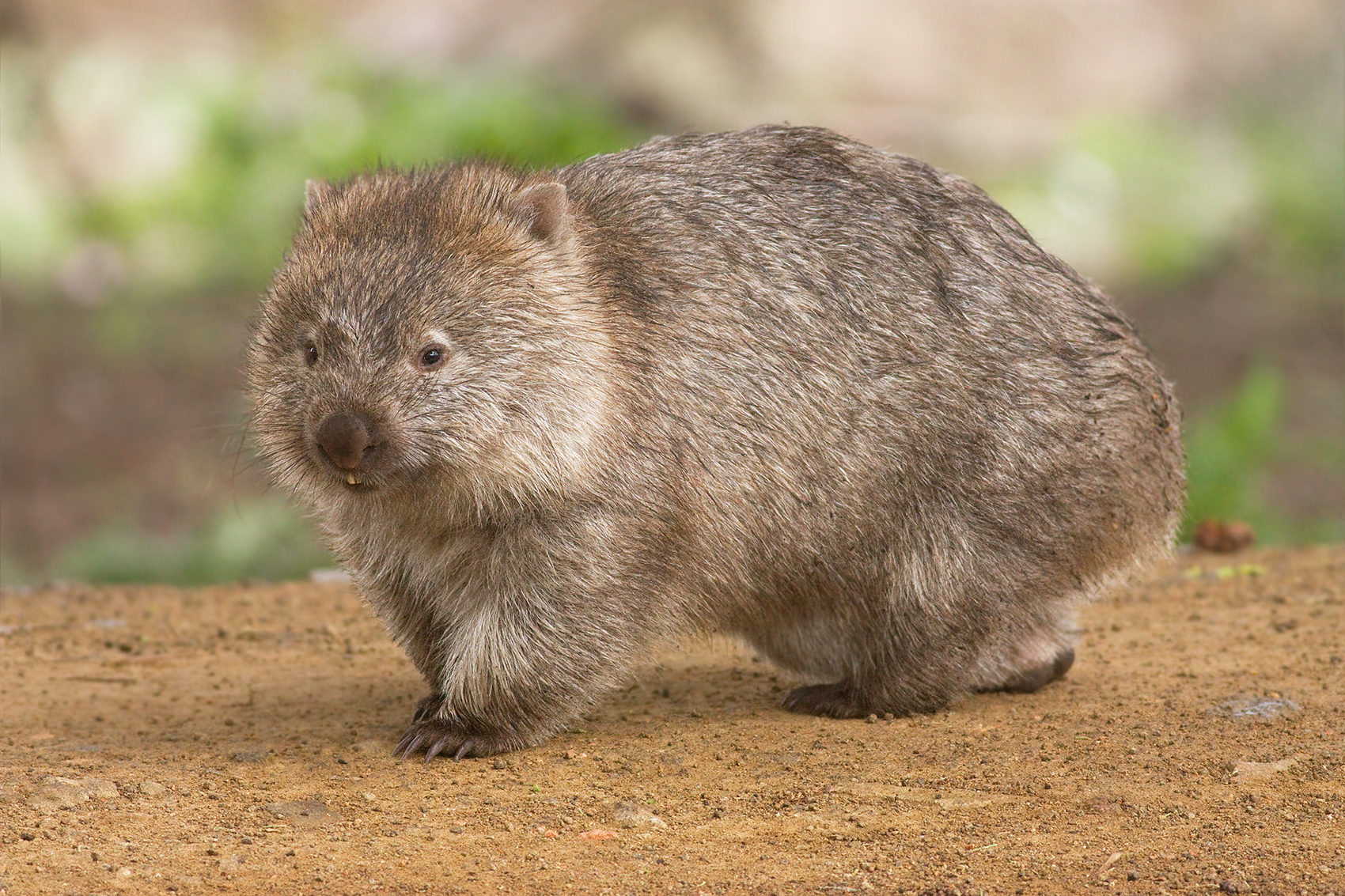
Wombat
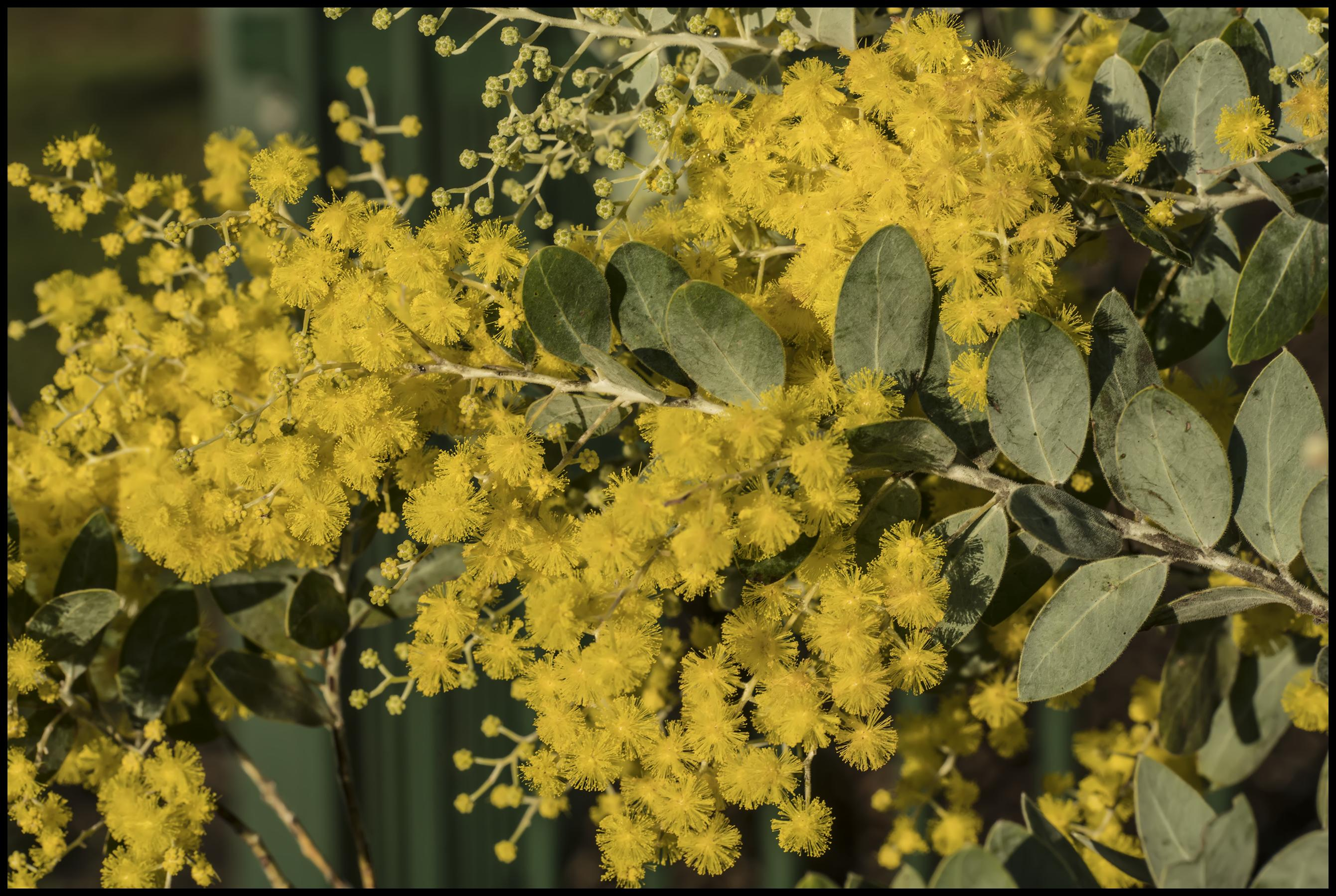
Zarzo dorado

## Economía

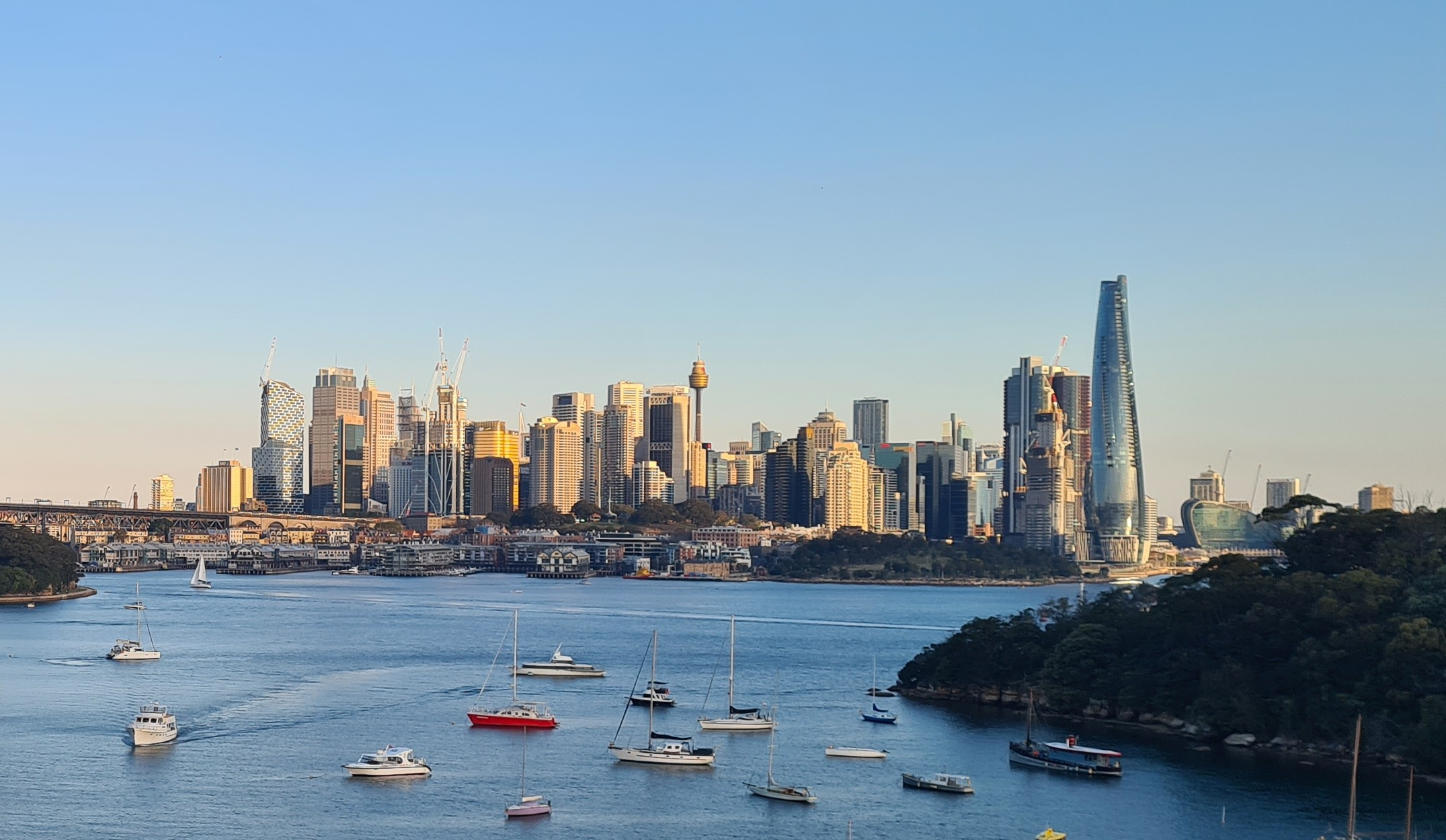
El distrito central de negocios de Sídney es el centro financiero de Australia.

La economía de Australia, de altos ingresos, es rica en recursos naturales. Es la decimotercera economía del mundo en términos nominales y la decimoctava en términos de PPA. En 2023, era el segundo país con mayor riqueza por adulto, después de Luxemburgo y, en 2021, era el decimotercero con más activos financieros per cápita. Australia tiene una población activa de unos 13,5 millones de personas, con una tasa de desempleo del 3,5 % en junio de 2022. Según el Consejo Australiano de Servicios Sociales, la tasa de pobreza de Australia supera el 13,6 % de la población, abarcando 3,2 millones. También estima que hay 774 000 (17,7 %) niños menores de 15 años que viven en situación de pobreza relativa. El dólar australiano es la moneda nacional, que también se comparte con tres estados insulares del Pacífico: Kiribati, Nauru y Tuvalu.
La deuda pública australiana, de unos 963 000 millones de dólares, supera el 45,1 % del PIB total del país, y es la octava más alta del mundo. En 2020, Australia tenía el segundo nivel más alto de deuda de los hogares del mundo, después de Suiza. Sus precios de la vivienda están entre los más altos del mundo, especialmente en las grandes zonas urbanas. El gran sector de los servicios representa alrededor del 71,2 % del PIB total, seguido del sector industrial (25,3 %), mientras que el sector agrícola es, con mucho, el más pequeño, ya que solo representa el 3,6 % del PIB total.

Exportaciones australianas en 2019.

Australia es el 21.º exportador y el 24.º importador del mundo. China es el mayor socio comercial de Australia por un amplio margen, ya que representa aproximadamente el 40 % de las exportaciones del país y el 17,6 % de sus importaciones. Otros grandes mercados de exportación son Japón, Estados Unidos y Corea del Sur.
Australia tiene altos niveles de competitividad y libertad económica, y ocupa el octavo lugar en el índice de desarrollo humano. A partir de 2022, ocupa el duodécimo lugar en el índice de libertad económica y el decimotercero en el índice de competitividad global.  Atrajo a 9,5 millones de turistas internacionales en 2019, y ocupó el decimotercer lugar entre los países de Asia-Pacífico en 2019 en cuanto a turismo receptor. El índice de competitividad en viajes y turismo de 2021 situó a Australia en el séptimo lugar del mundo entre 117 países. Sus ingresos por turismo internacional en 2019 ascendieron a 45 700 millones de dólares.

### Ciencia y tecnología
En 2019, Australia gastó 35 600 millones de dólares australianos en investigación y desarrollo (I+D), alrededor del 1,79 % de su PBI. Un estudio reciente de Accenture muestra que el sector tecnológico australiano, en conjunto, aporta 167 000 millones de dólares al año a la economía y emplea a 861 000 personas. Además, el ecosistema australiano de empresas emergentes o startups recientes crece anualmente a tasas anuales del 5,8 %, y los ecosistemas de Sídney y Melbourne se posicionan como uno de los más grandes del mundo. Australia ocupa un lugar destacado en el índice global de innovación: en 2024, ocupó el puesto 23 de las 133 economías que figuran en dicho índice. La educación es considerada la tercera mayor exportación de Australia, después del mineral de hierro y el carbón, y aportó más de 28 000 millones de dólares a la economía en 2016-17.
Con solo el 0,3 % de la población mundial, Australia contribuyó con el 4,1 % de la investigación mundial publicada en 2020, lo que la convierte en uno de los 10 principales contribuyentes de investigación del mundo. La Organización de Investigación Científica e Industrial de la Mancomunidad (CSIRO), la agencia científica nacional de Australia, contribuye con el 10 % de toda la investigación del país, mientras que el resto lo realizan las universidades. Sus contribuciones más notables a la ciencia han incluido la invención de la espectroscopia de absorción atómica, los componentes esenciales de la tecnología Wi-Fi, el desarrollo del primer billete de polímero de éxito comercial, entre otros. Trece científicos australianos han sido galardonados con el Premio Nobel en física, química o medicina; y dos con la medalla Fields.
Australia es un actor clave de soporte para la exploración espacial. Instalaciones como los radiotelescopios Square Kilometre Array y Australia Telescope Compact Array, telescopios como el Observatorio de Siding Spring y estaciones terrestres como el Complejo de Comunicaciones del Espacio Profundo de Canberra son de gran ayuda en misiones de exploración del espacio profundo, principalmente de la NASA.

## Infraestructura

### Transporte
El transporte por carretera es un elemento esencial de la red de transportes australiana y un factor de impulso de la economía australiana. Australia está marcada por una gran dependencia del transporte por carretera debido a su gran superficie y baja densidad de población en partes considerables del territorio. La red de carreteras de Australia experimenta una demanda excesiva durante los periodos de máxima afluencia y una demanda muy débil durante la noche. Hay cuatro categorías diferentes de carreteras australianas de acuerdo a la financiación federal que les corresponda: autopistas y vías de desarrollo, vías arteriales urbanas, carreteras arteriales rurales y carreteras locales. Además, cada estado tiene su propio sistema de clasificación usado principalmente en la documentación de asuntos relacionados con la carretera. La red de carreteras comprende un total de 873 000 km.

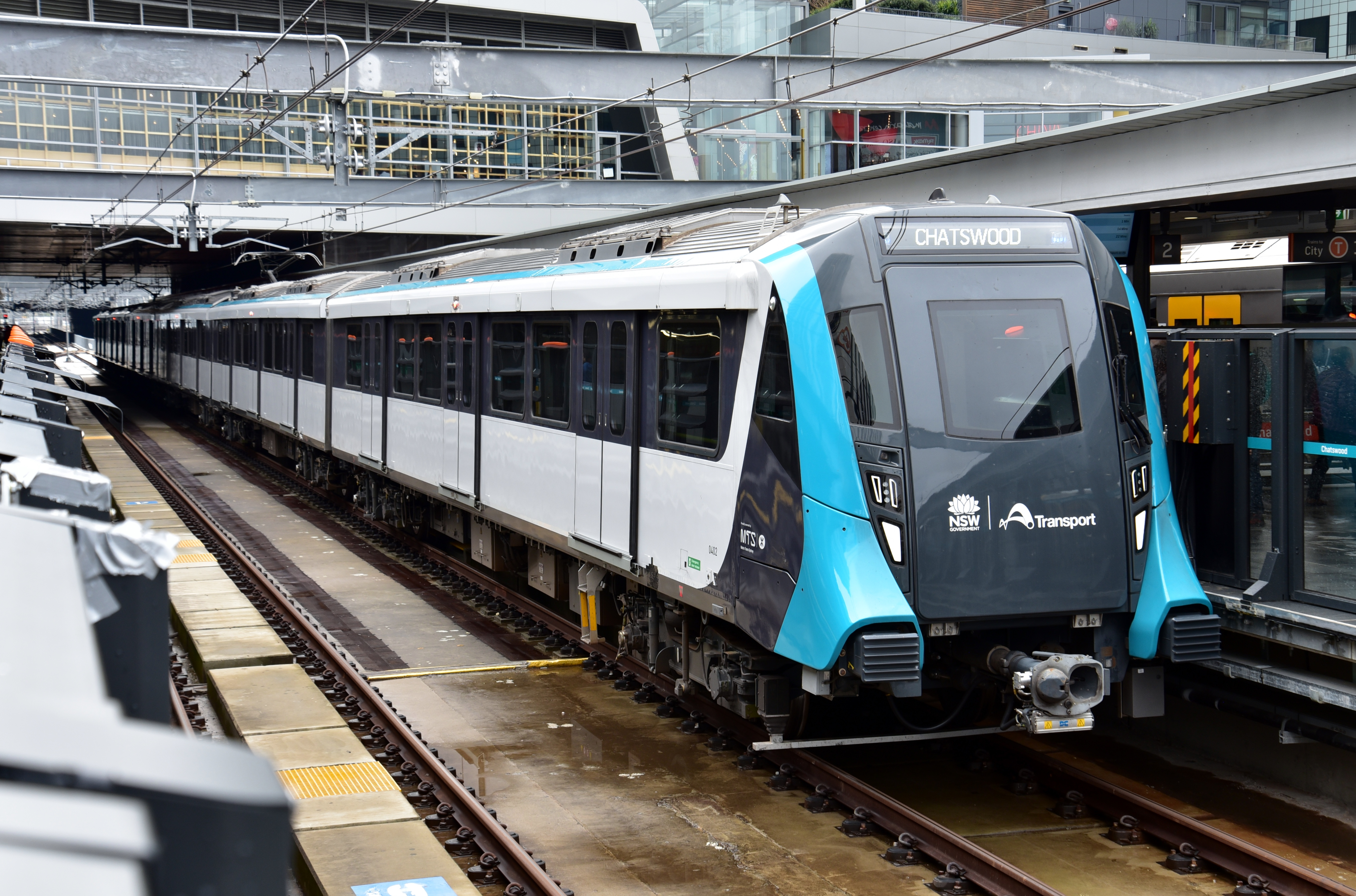
Un tren Metropolis Stock sin conductor en la red del metro de Sídney.

La red ferroviaria es amplia, con un total de 36 064 km de vías (3448 km electrificadas): 3719 km de vía ancha, 18 007 km de vía estándar, 11 914 km de vía estrecha y 2685 km de doble vía. El transporte ferroviario se inició en las distintas colonias en fechas diferentes. A pesar de que Londres había aconsejado a las distintas colonias que eligieran un ancho de vía en común, las colonias y futuros estados australianos acabaron teniendo anchos de vía diferentes, aunque hubo un proceso de estandarización desde mediados del siglo XX  que concluyó en 1995 con las principales capitales de los estados unidas bajo ancho de vía estándar. El comercio interno y externo australiano se sostiene gracias a la infraestructura ferroviaria: en 2021 453,1 miles de millones de toneladas-kilómetro de carga se movilizaron por raíles, más que en cualquier otra modalidad de transporte. Los servicios ferroviarios urbanos de pasajeros de Australia (incluyendo trenes suburbanos y trenes ligeros) transportaron a 961,8 millones de personas en el periodo 2017-18.

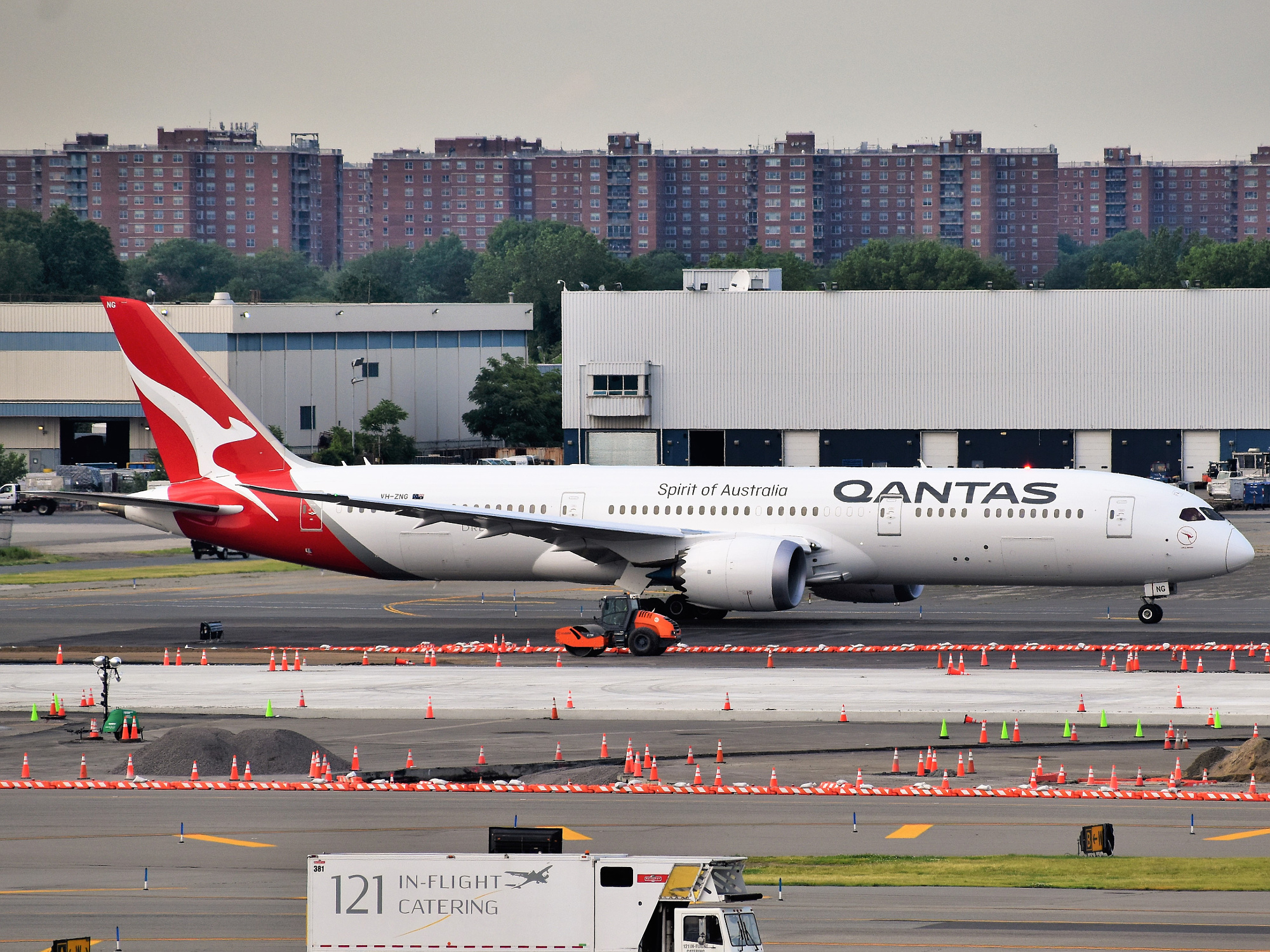
Qantas, la aerolínea emblema de Australia, es la tercera más antigua aún en funcionamiento.

Australia es un país dependiente del transporte aéreo, reflejado en su número de viajes en avión per cápita (3,09 en 2019), uno de los más altos del mundo. En 2023-24, 59 millones de australianos se transportaron en vuelos domésticos; Qantas, la compañía aérea de bandera de Australia, abarca 60,8 % del mercado nacional.

### Energía

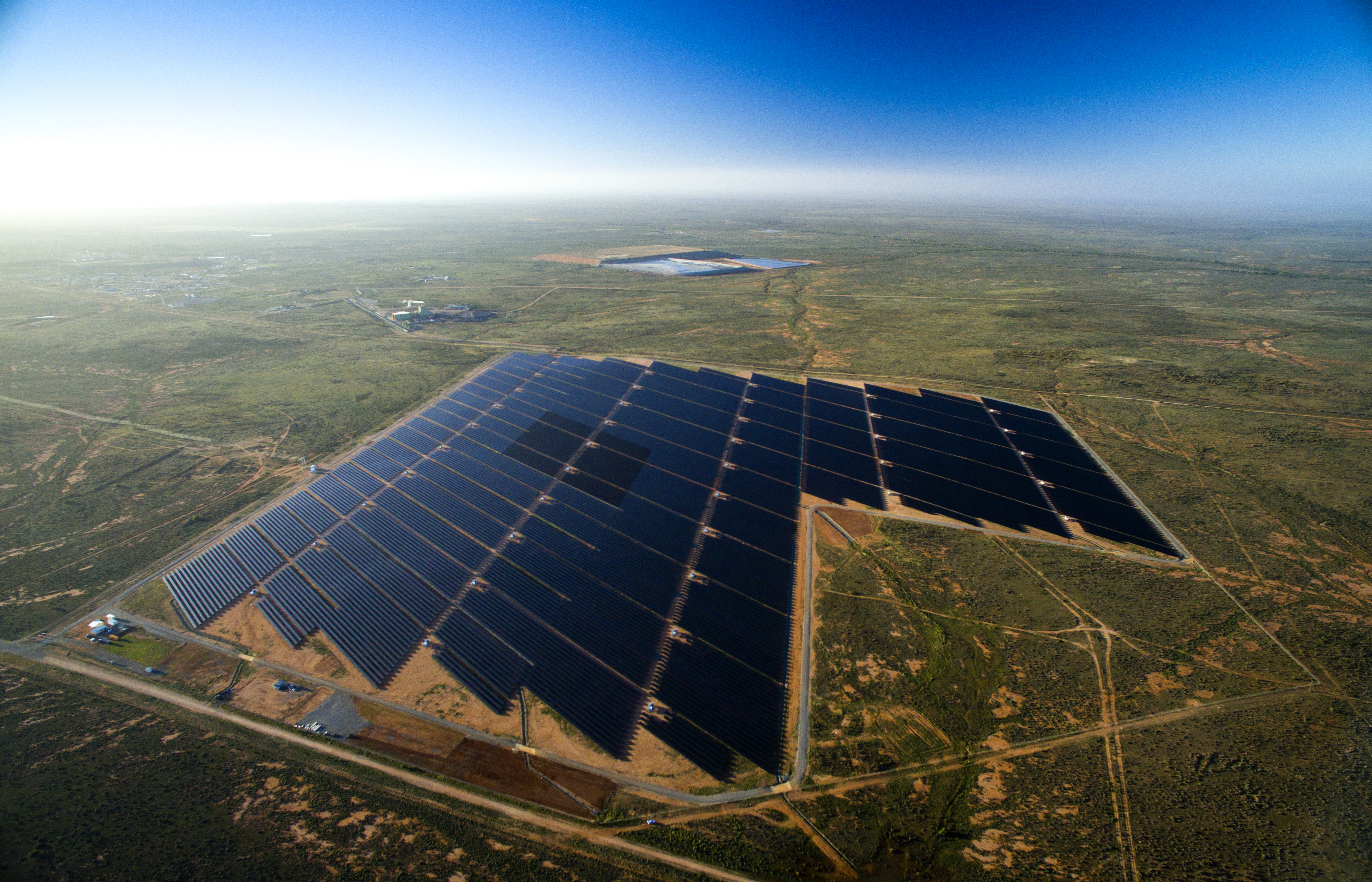
Planta fotovoltaica en Broken Hill, Nueva Gales del Sur.

En 2020-21 la generación total de electricidad en Australia se mantuvo casi estable en torno a los 266 TWh (956 PJ), la mayor generación total registrada en Australia. Los combustibles fósiles contribuyeron al 71 % de la generación total de electricidad en 2021, incluyendo el carbón (51 %), el gas natural (18 %) y el petróleo (2 %). La cuota del carbón en el mix eléctrico ha seguido disminuyendo, en contraste con el principio de siglo, cuando la cuota del carbón era superior al 80 % de la generación de electricidad.
Las energías renovables aportaron el 35 % de la generación total de electricidad en 2023-24, incluyendo las energías solar (16 %),  eólica (12 %) e hidráulica (6 %). En 2022, el gobierno australiano fijó un nuevo objetivo del 82% de energías renovables para 2030 y en 2021 se fijó un objetivo de cero emisiones netas  para 2050.

## Demografía

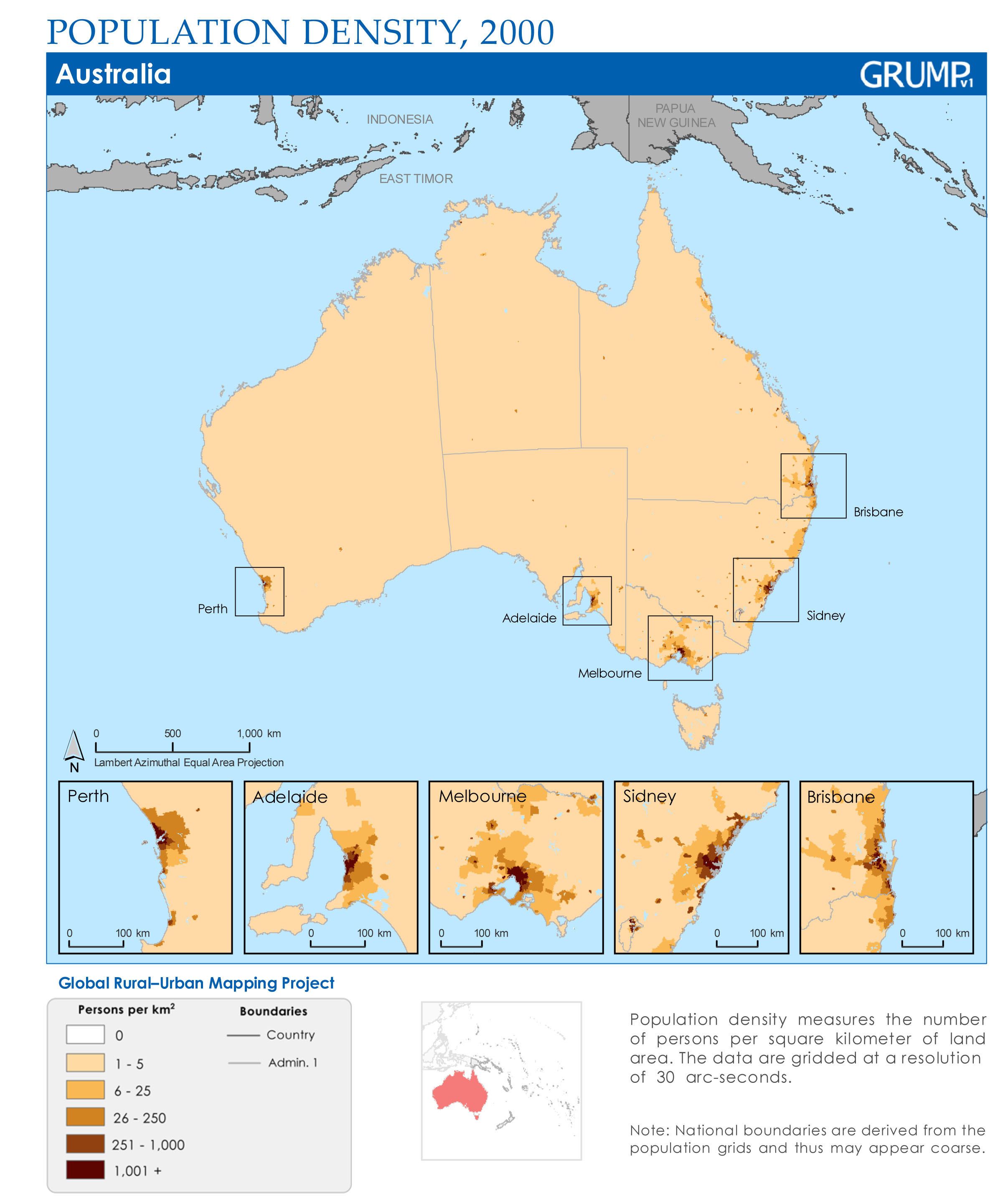
Mapa de densidad de población de Australia. Australia tiene una de las poblaciones más urbanizadas del mundo y la mayoría vive en ciudades metropolitanas en la costa.

Residentes australianos por país de nacimiento, censo de 2021.

El último censo del país, llevado a cabo en 2021, registró a 25 422 788 de habitantes según la Oficina Australiana de Estadística. La mayor parte de los más de 25 millones de australianos viven concentrados en las principales ciudades. La población de Australia se sextuplicó en el período 1901-2016, incentivada por un ambicioso programa de inmigración.
Australia es uno de los países demográficamente hablando más diversos del planeta. Después de la abolición de la política de la Australia blanca en 1973, la inmigración en Australia se vio reforzada gracias a numerosas iniciativas del gobierno que promovieron la armonía étnica basada en una política multicultural. En 2020 se registraron 7,6 millones de australianos nacidos en el extranjero, siendo las poblaciones extranjeras más numerosas las de Inglaterra (3,8 % de la población nacional), India (2,8 %), China continental (2,5 %), Nueva Zelanda (2,2 %), Filipinas (1,2 %) y Vietnam (1,1 %). Se estima que alrededor del 29,8 % de la población australiana nació fuera del país (la mayor proporción entre los países occidentales) y el 48,2 % tiene progenitores nacidos en el extranjero.
La población indígena (aborígenes habitantes del continente e isleños del estrecho de Torres) era de 984 000 habitantes (3,8 % de la población total) en 2021, detectándose un importante crecimiento poblacional de este grupo en los últimos años.  Suelen enfrentar índices relativamente altos de desempleo, pobreza y precariedad laboral, entre otros problemas socioeconómicos.

### Idiomas
El inglés es el idioma nacional de facto, ya que el país no posee idioma oficial. En el censo de 2021, el inglés era el único idioma que se hablaba en el hogar para el 72 % de la población. Las siguientes lenguas más habladas en casa son el mandarín (2,7 %), el árabe (1,4 %), el vietnamita (1,3 %), y el cantonés (1,2 %). El español, con 171 378 hablantes (0,7 %), es la undécima lengua más hablada en los hogares australianos.
En cuanto a los idiomas autóctonos, se cree que existían más de 250 lenguas aborígenes australianas y 800 dialectos en el momento del primer contacto con los europeos. El censo de 2021 registró más de 150 lenguas indígenas habladas en el territorio nacional usadas por 76 978 personas, alrededor del 9,5 % de la población indígena total. Las más habladas son el yumplatok, kriol y el djambarrpuyngu. Australia cuenta con una lengua de signos autóctona conocida como auslan, la cual es el principal medio de comunicación para alrededor de 16 000 sordos en el país.

### Religión

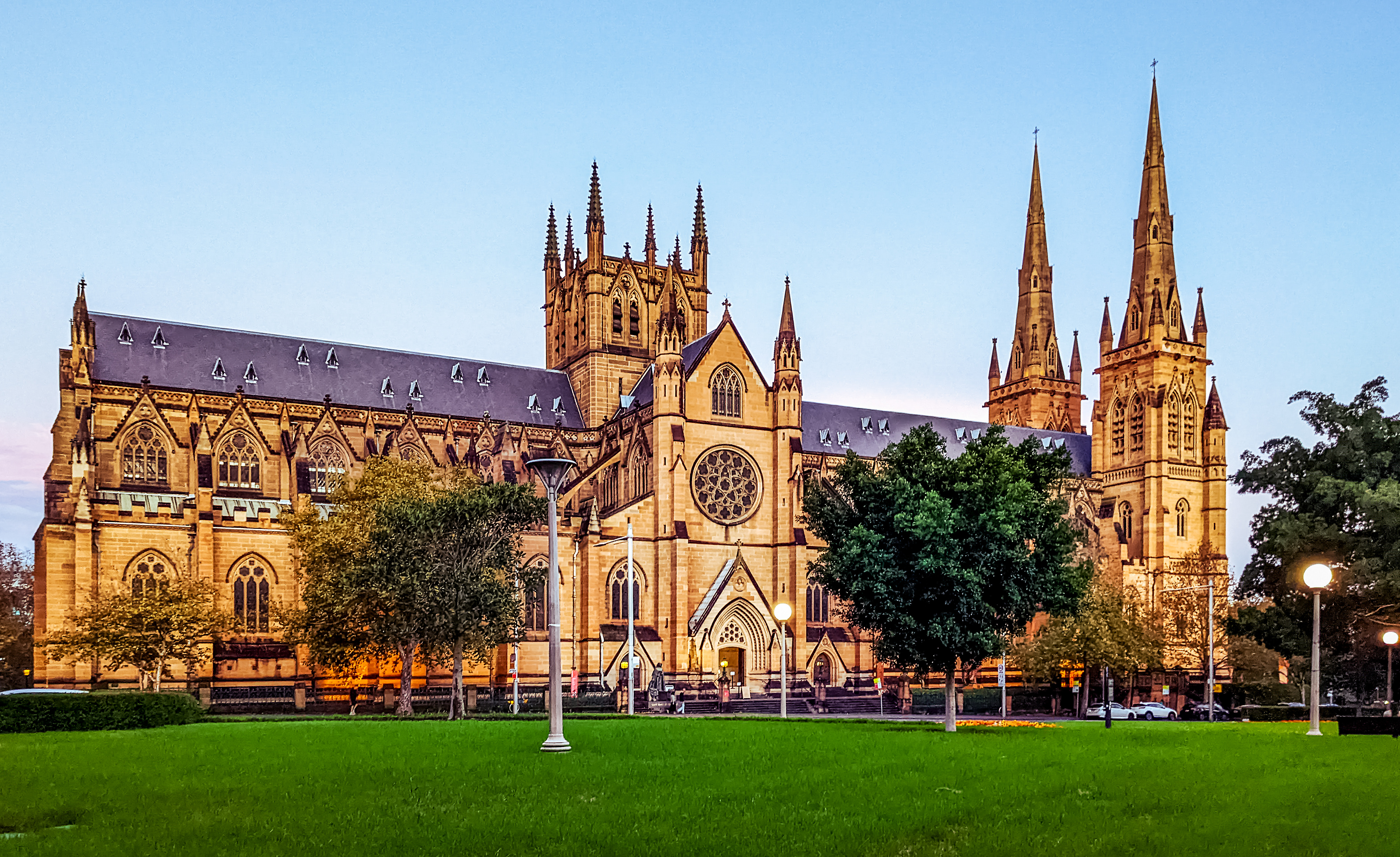
La Catedral de Santa María de Sídney pertenece a la Iglesia católica romana, la mayor confesión religiosa de Australia.

Australia no tiene religión de Estado; el artículo 116 de la Constitución australiana prohíbe la legislación federal
que establezca cualquier religión, imponga cualquier observancia religiosa o prohíba el libre ejercicio de cualquier religión.
En el censo de 2021, el 38,9 % de la población se declaraba sin religión, frente al 15,5 % de 2001. La religión mayoritaria es el cristianismo (43,9 % de la población). Las principales confesiones cristianas son la Iglesia católica (20 % de la población) y la Iglesia anglicana (9,8 %). La inmigración no británica desde la Segunda Guerra Mundial ha propiciado el crecimiento de religiones no cristianas, las más numerosas de las cuales son el islam (3,2 %), el hinduismo (2,7 %), el budismo (2,4 %), el sijismo (0,8 %) y el judaísmo (0,4 %). Como en muchos países occidentales, el nivel de participación activa en el culto religioso es mucho menor que la población que es seguidora de dicha religión: en 2018, solo el 20 % de los australianos pudieron describirse como «asistentes frecuentes», definidos como los que asisten a servicios religiosos al menos una vez al mes.

### Sanidad
La esperanza de vida de Australia, de 83 años (81 años para los hombres y 85 años para las mujeres), es la quinta más alta del mundo. Tiene las tasas más altas de cáncer de piel del mundo, mientras que el tabaquismo es la principal causa evitable de muerte y enfermedad, responsable del 7,8 % del total de mortalidad y enfermedad. La segunda causa prevenible es la hipertensión, con un 7,6 %, y la tercera la obesidad, con un 7,5 %. En 2012, Australia ocupaba el puesto 35 del mundo por su proporción de mujeres obesas y se situaba cerca de los primeros puestos de las naciones desarrolladas por su proporción de adultos obesos; el 63 % de su población adulta tiene sobrepeso o es obesa.
Australia gastó alrededor del 9,93 % de su PIB total en asistencia sanitaria en 2022. Introdujo la asistencia sanitaria universal en 1975. Conocida como Medicare, en la actualidad se financia nominalmente mediante un recargo del impuesto sobre la renta conocido como tasa Medicare, actualmente del 2 %. Los estados gestionan los hospitales y los servicios ambulatorios adscritos, mientras que la Mancomunidad financia el Pharmaceutical Benefits Scheme (que subvenciona el coste de los medicamentos) y la medicina general.
Durante la pandemia de COVID-19, Australia aplicó una de las políticas de cuarentena más restrictivas, lo que se tradujo en una de las tasas de mortalidad más bajas del mundo.

### Educación

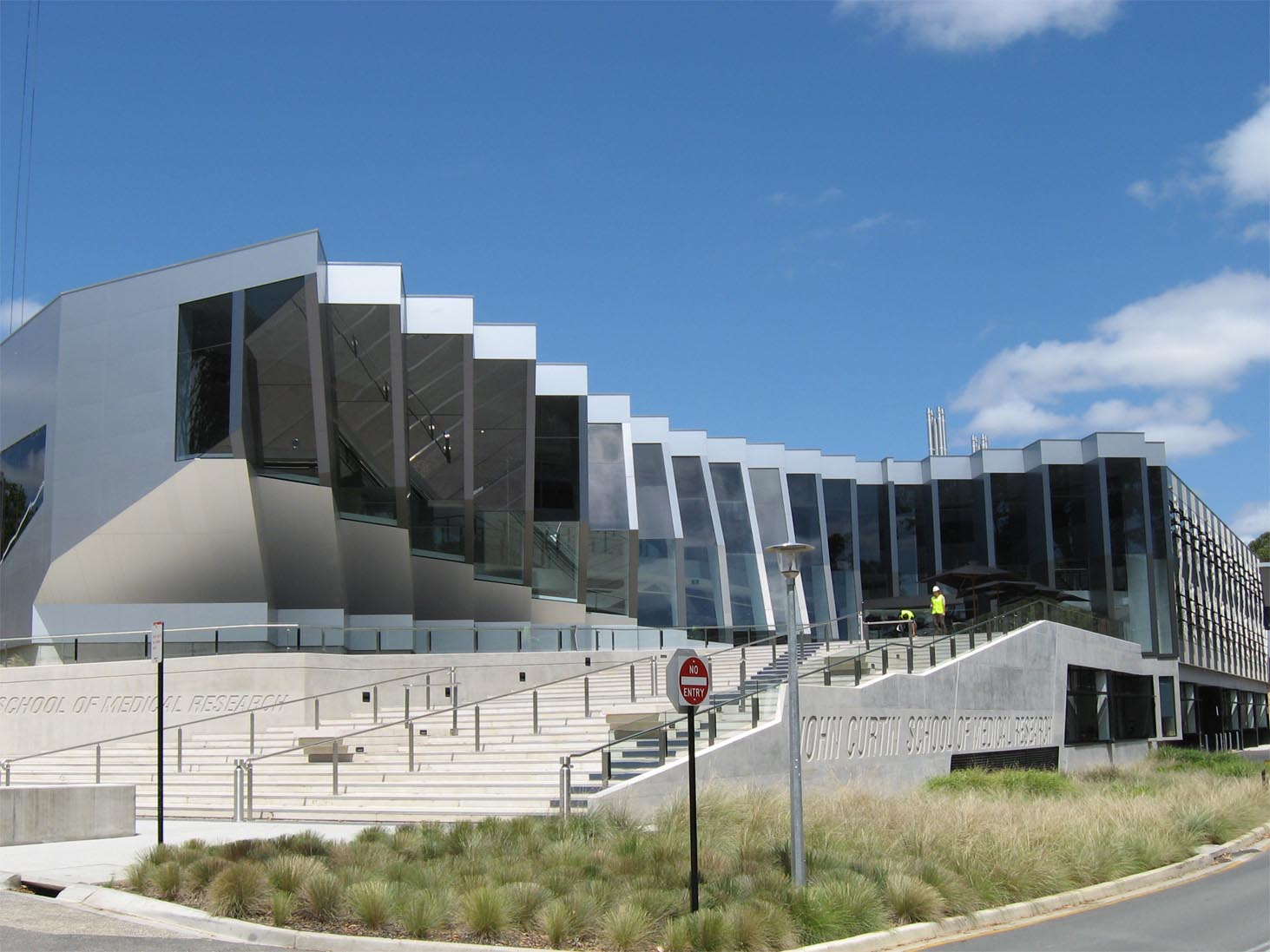
Nueve universidades australianas figuran entre las 100 mejores de la Clasificación QS de 2025.

La asistencia a la escuela, o la inscripción para la escolarización en casa, es obligatoria en toda Australia. La educación es principalmente responsabilidad de cada uno de los estados y territorios, aunque la !ancomunidad tiene una influencia significativa a través de acuerdos de financiación. Desde 2014, los estados y territorios aplican un plan de estudios nacional elaborado por la Mancomunidad. Las normas de asistencia varían según los estados, pero en general los niños deben asistir a la escuela desde los 5 años hasta los 16 aproximadamente. En algunos estados (Australia Occidental, Territorio del Norte y Nueva Gales del Sur), los niños de 16 a 17 años están obligados a asistir a la escuela o a participar en una formación profesional, como un aprendizaje. Según las evaluaciones PISA de 2022, los alumnos australianos de 15 años ocupaban el noveno puesto de la OCDE en lectura y ciencias y el décimo en matemáticas. Sin embargo, menos del 60 % de los estudiantes australianos alcanzaron el nivel de competencia nacional: el 51 % en matemáticas, el 58 % en ciencias y el 57 % en lectura.
Australia cuenta con 37 universidades públicas financiadas por el gobierno y tres universidades privadas, además de otras instituciones especializadas que imparten cursos homologados de enseñanza superior. Además, existe un sistema estatal de formación profesional, conocido como TAFE, y muchos oficios llevan a cabo programas de aprendizaje para la formación de nuevos profesionales. En 2024, el 63 % de los australianos entre 15 y 74 años poseía cualificaciones profesionales o terciarias.
Australia tiene la mayor proporción de estudiantes internacionales por habitante del mundo con un amplio margen, con 812 000 estudiantes internacionales matriculados en las universidades e instituciones de formación profesional del país en 2019. En consecuencia, en 2019, los estudiantes internacionales representaron una media del 26,7 % del alumnado de las universidades australianas. Por lo tanto, la educación internacional representa una de las mayores exportaciones del país y tiene una pronunciada influencia en la demografía del país, con una proporción significativa de estudiantes internacionales que permanecen en Australia después de la graduación con diversos visados de capacitación y empleo.

## Cultura

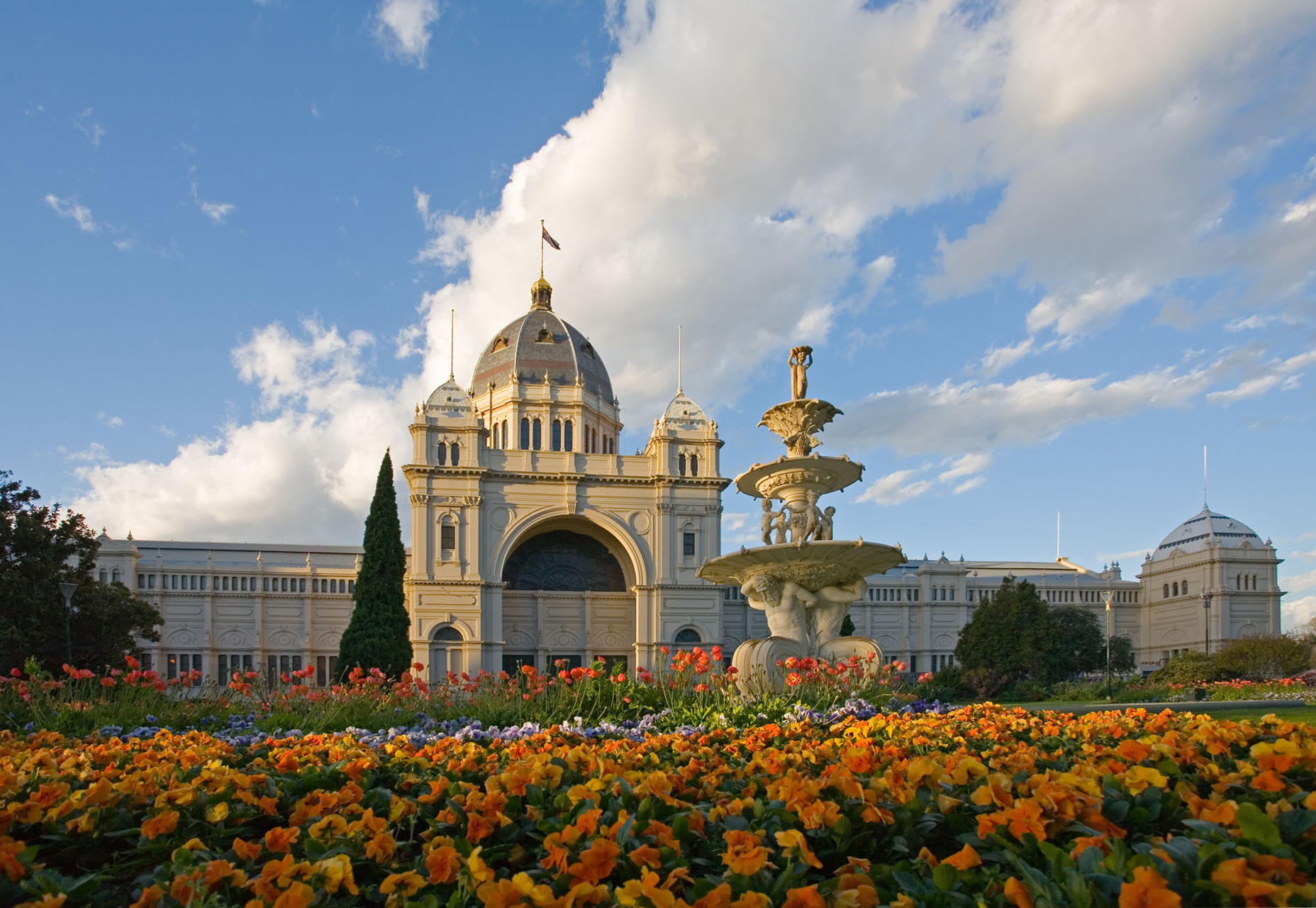
El Palacio Real de Exposiciones en Melbourne fue el primer edificio de Australia en ser declarado Patrimonio Cultural de la Humanidad por la Unesco (organización de las Naciones Unidas para la educación, la ciencia, y la cultura), en 2004.

La cultura australiana contemporánea refleja las tradiciones indígenas, la herencia anglo-celta y la historia de inmigración multicultural posterior a 1945. La cultura de Estados Unidos también ha sido influyente. La divergencia y evolución cultural que se ha producido a lo largo de los siglos desde el asentamiento europeo ha dado lugar a una cultura australiana distintiva.

### Arte

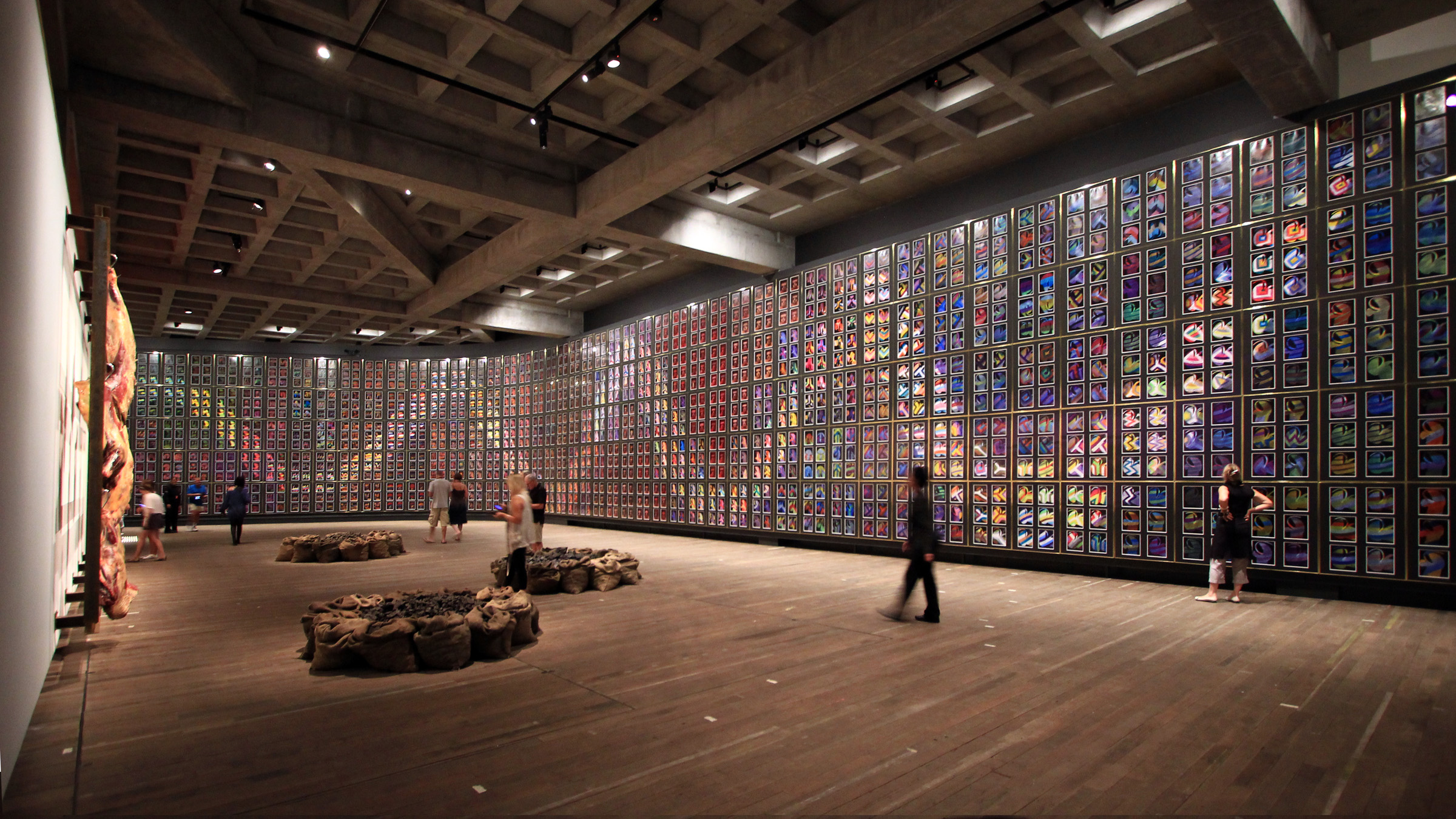
El mural Snake (1970), de Sidney Nolan, conservado en el Museo de Arte Antiguo y Nuevo de Hobart (Tasmania), se inspira en el mito aborigen de la creación de la Serpiente del Arco Iris, así como en las flores del desierto que florecen tras una sequía.

Australia cuenta con más de 100 000 yacimientos de arte rupestre aborigen, y los diseños, patrones e historias tradicionales impregnan el arte indígena australiano contemporáneo, «el último gran movimiento artístico del siglo XX», según el crítico Robert Hughes; entre sus exponentes se encuentra Emily Kame Kngwarreye. Los primeros artistas coloniales mostraron una fascinación por la tierra desconocida. Las obras impresionistas de Arthur Streeton, Tom Roberts y otros miembros de la escuela de Heidelberg del siglo XIX —el primer movimiento «claramente australiano» en el arte occidental— expresaron los sentimientos nacionalistas en el período previo a la federación. Aunque la escuela siguió siendo influyente en la década de 1900, modernistas como Margaret Preston y, más tarde, Sidney Nolan, exploraron nuevas tendencias artísticas. El paisaje siguió siendo fundamental en la obra del acuarelista aborigen Albert Namatjira, así como en la de Fred Williams, Brett Whiteley y otros artistas de la posguerra cuyas obras, de estilo ecléctico pero singularmente australiano, se movían entre lo figurativo y lo abstracto.

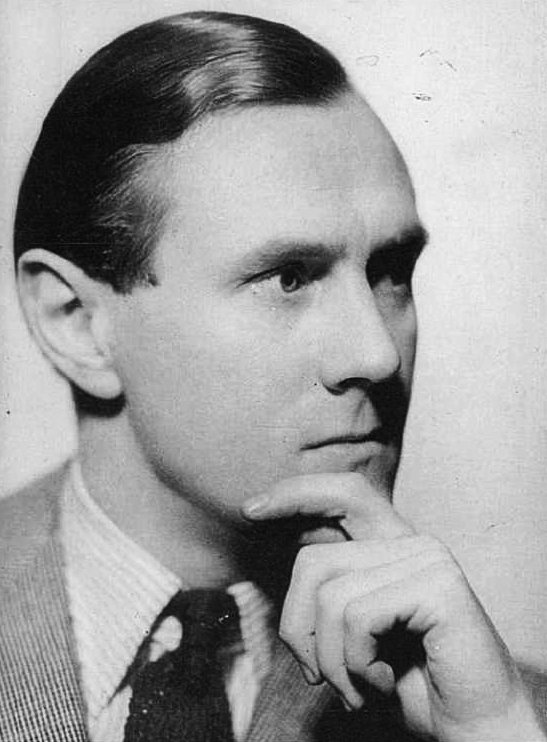
Patrick White (1912-1990), uno de los escritores australianos más reconocidos.

La literatura australiana creció lentamente en las décadas que siguieron a la colonización europea, aunque las tradiciones orales indígenas, muchas de las cuales han sido registradas por escrito, son mucho más antiguas. En el siglo XIX, Henry Lawson y Banjo Paterson plasmaron la experiencia del monte utilizando un vocabulario australiano característico. Sus obras siguen siendo populares; la canción de Paterson «Waltzing Matilda» (1895) se considera el himno nacional no oficial de Australia. Miles Franklin da nombre al premio literario más prestigioso de Australia, que se concede anualmente a la mejor novela sobre la vida australiana. Su primer ganador, Patrick White, obtuvo el Premio Nobel de Literatura en 1973. Entre los ganadores australianos del Premio Booker se encuentran Peter Carey, Thomas Keneally y Richard Flanagan. Los intelectuales públicos australianos también han escrito obras fundamentales en sus respectivos campos, como la feminista Germaine Greer y el filósofo Peter Singer.

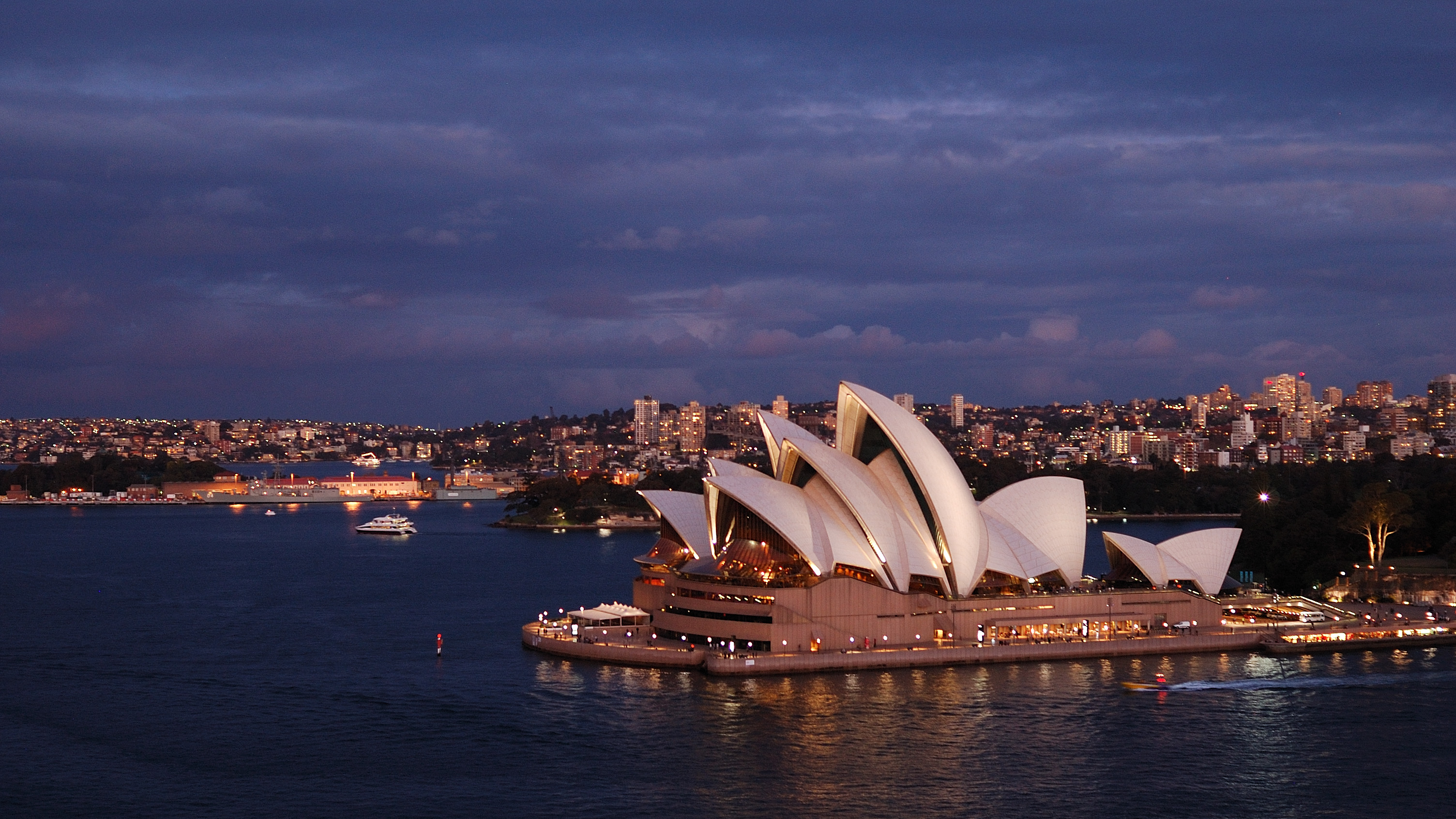
La Ópera de Sídney, la casa de ópera más famosa del país y el ícono más reconocible de Sídney.

En las artes escénicas, los pueblos aborígenes tienen tradiciones de canto religioso y secular, danza y música rítmica, a menudo interpretadas en corroborees. A principios del siglo XX, Nellie Melba era una de las principales cantantes de ópera del mundo, y más tarde, grupos de música popular como los Bee Gees, AC/DC, INXS y Kylie Minogue alcanzaron reconocimiento internacional. Muchas de las compañías de artes escénicas australianas reciben financiación del Consejo Australiano del Gobierno. Hay una orquesta sinfónica en cada estado y una compañía nacional de ópera, Opera Australia, muy conocida por su famosa soprano Joan Sutherland. El ballet y la danza están representados por The Australian Ballet y varias compañías estatales. Cada estado tiene una compañía de teatro financiada con fondos públicos.

### Cine
The Story of the Kelly Gang (1906), el primer largometraje narrativo del mundo, impulsó el auge del cine australiano durante la época del cine mudo. Tras la Primera Guerra Mundial, Hollywood monopolizó la industria, y en la década de 1960 la producción cinematográfica australiana había cesado. Con el apoyo del gobierno, la nueva ola australiana de la década de 1970 trajo consigo películas provocadoras y de éxito, muchas de las cuales exploraban temas de identidad nacional, como Wake in Fright y Gallipoli, mientras que Crocodile Dundee y Mad Max del movimiento ozploitation se convirtieron en éxitos de taquilla internacionales. En un mercado cinematográfico inundado de contenido extranjero, las películas australianas obtuvieron una cuota de apenas el 2 % de la taquilla local en 2023. Los AACTA son los premios de cine y televisión más importantes de Australia, y entre los ganadores de premios de la Academia australianos destacan Geoffrey Rush, Nicole Kidman, Cate Blanchett y Heath Ledger. Otros actores y directores australianos reconocidos, principalmente en el cine estadounidense, son Hugh Jackman y Chris Hemsworth.

### Medios de comunicación
Australia cuenta con dos emisoras públicas (la Australian Broadcasting Corporation y el multicultural Special Broadcasting Service), tres cadenas de televisión comerciales, varios servicios de televisión de pago y numerosas emisoras de radio y televisión públicas y sin ánimo de lucro. Cada gran ciudad tiene al menos un diario, y hay dos diarios de circulación nacional: The Australian y Australian Financial Review. En 2020, Reporteros Sin Fronteras situó a Australia en el puesto 25 de una lista de 180 países clasificados por su libertad de prensa, por detrás de Nueva Zelanda (8.º), pero por delante del Reino Unido (33.º) y Estados Unidos (44.º). Esta clasificación relativamente baja se debe principalmente a la escasa diversidad de la propiedad de los medios de comunicación comerciales en Australia; la mayoría de los medios impresos están bajo el control de News Corporation y Nine Entertainment Co.

### Gastronomía

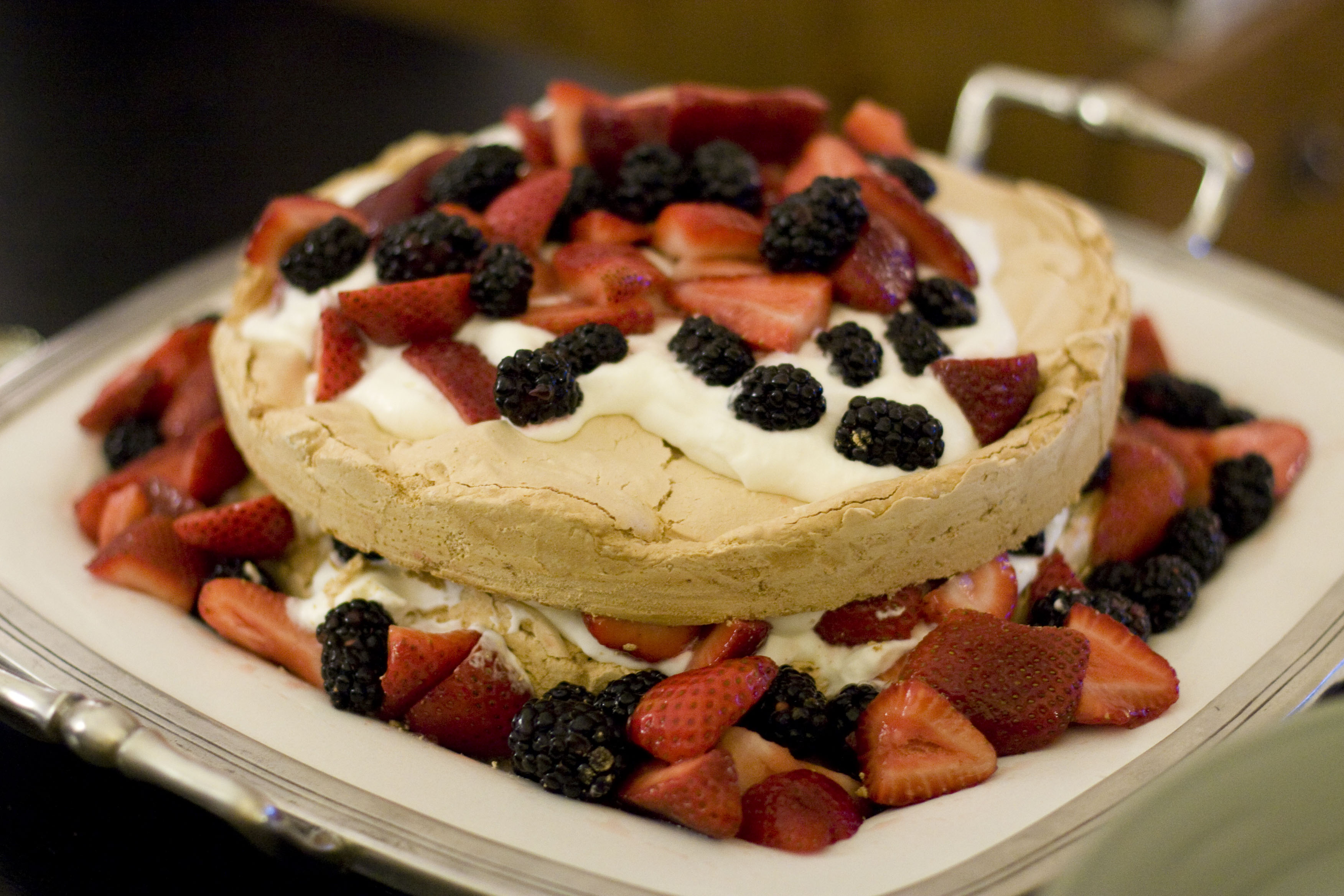
La pavlova a base de merengue se suele consumir en las festividades navideñas.

La mayoría de los grupos indígenas australianos subsistían con una sencilla dieta de cazadores-recolectores a base de fauna y flora autóctonas, también llamada bush tucker. Los primeros colonos introdujeron la cocina británica e irlandesa en el continente. Esta influencia se aprecia en la popularidad duradera de varios platos británicos, como el fish and chips, y en platos australianos por excelencia, como el meat pie (pastel de carne australiano). La inmigración de la posguerra transformó la cocina australiana. Por ejemplo, los inmigrantes del sur de Europa ayudaron a crear una próspera cultura cafetera australiana que dio lugar a bebidas de café australianas como el flat white, mientras que la inmigración de Asia oriental dio lugar a platos como el dim sim y el Chiko Roll, de influencia cantonesa, así como a una cocina china australiana distinta. Las salchichas, las pavlovas, los lamingtons, los meat pies, el Vegemite y las galletas Anzac se consideran alimentos emblemáticos de Australia.
Australia es uno de los principales exportadores y consumidores de vino. El vino australiano se produce principalmente en las zonas más frías del sur del país. La nación también ocupa un lugar destacado en el consumo de cerveza, ya que cada estado y territorio alberga numerosas cervecerías. Australia también es conocida por su cultura de cafeterías y cafés en los centros urbanos.

## Deportes

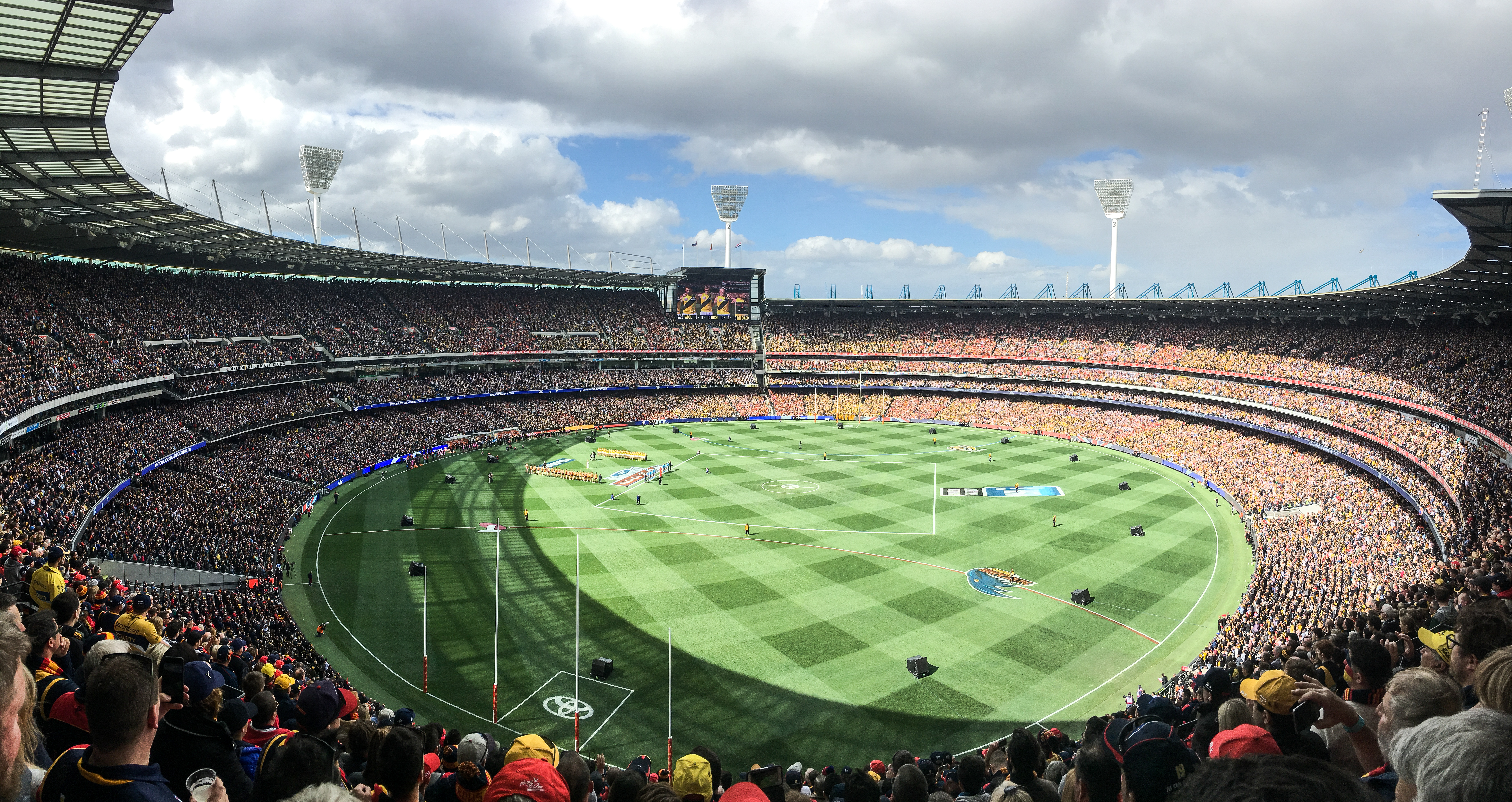
El Melbourne Cricket Ground está fuertemente asociado a la historia y el desarrollo del críquet y el fútbol de reglas australianas, los dos deportes más populares de Australia.

Los deportes más populares en Australia por participación de adultos son: natación, atletismo, ciclismo, fútbol, golf, tenis, baloncesto, surf, netball y críquet.
Australia es una de las cinco naciones que han participado en todos los Juegos Olímpicos de Verano de la era moderna, y ha albergado los Juegos en dos ocasiones: 1956 en Melbourne y 2000 en Sídney. También está previsto que organice los Juegos de 2032 en Brisbane. Australia también ha participado en todos los Juegos de la Mancomunidad, organizándolos en 1938, 1962, 1982, 2006 y 2018.
El críquet es uno de los principales deportes nacionales. La selección australiana de críquet compitió contra Inglaterra en el primer partido de prueba (1877) y en el primer One Day International (1971), y contra Nueva Zelanda en el primer Twenty20 (2004), ganando los tres partidos. También ha ganado la Copa Mundial de Cricket masculina en un récord de seis ocasiones.
Australia cuenta con ligas profesionales de cuatro códigos de fútbol, cuya relativa popularidad está dividida geográficamente. El fútbol de reglas australianas, que nació en Melbourne en la década de 1850, es el que más telespectadores atrae en todos los estados, excepto en Nueva Gales del Sur y Queensland, donde domina el rugby league, seguida del rugby union. El fútbol (denominado como soccer), aunque ocupa el cuarto lugar en número de telespectadores y recursos, tiene los índices de participación más elevados.
El movimiento de salvamento acuático se originó en Australia a principios del siglo XX, tras la relajación de las leyes que prohibían el baño diurno en las playas australianas. El socorrista voluntario es uno de los iconos del país.